# Comuna Chinteni, Cluj
Chinteni (mai demult Chintău, în maghiară Kajántó) este o comună în județul Cluj, Transilvania, România, formată din satele Chinteni (reședința), Deușu, Feiurdeni, Măcicașu, Pădureni, Satu Lung, Săliștea Veche, Sânmărtin și Vechea.

## Istoric
În Evul Mediu a aparținut parohiei din Cluj-Mănăștur, apoi Ordinului Iezuit clujean și domeniului latifundiar al Gilăului.
În anul 1690 vechea biserică, inițial romano-catolică, construită în secolul al XIII-lea, devenită între timp reformată-calvină, a fost din nou preluată de romano-catolici. Nava romanică a bisericii are un cor gotic.

## Descoperiri arheologice
- În punctul „Pustafalău“, pe dreapta Văii Chintăului, s-au descoperit substrucțiile a șase clădiri, cărămizi, olane, elemente de hypocaust, tuburi de apeduct și ceramică romană provincială. La nord-vest de acest grup de clădiri s-au identificat urmele altor două construcții; în acest sit s-a descoperit o tegula mammata cu ștampila VAL CAT întregită Valerius Catullinus, procurator financiar al Daciei Porolissensis sub Commodus. Din acest context provin probabil și alte materiale: o bază de coloană, o țiglă cu ștampilă, un ac de os și o monedă. Ansamblul descoperirilor din acest punct arată cu multă certitudine o villa rustica sau poate una suburbana.
- Villa rustica de la Chinteni

## Date geografice
Comuna Chinteni se întinde pe o suprafață de 98 km2, având o populație de peste 2.700 de locuitori, dispuși în satul reședință de comună Chinteni și satele Deușu, Vechea, Măcicașu, Sânmărtin, Feiurdeni, Pădureni, Satu Lung și Săliștea Veche.
Este dispusă la 16 de km față de Cluj-Napoca, în zona Dealurilor Dejului și Clujului.
Altitudinea medie: 475 m.

## Demografie
Componența etnică a comunei Chinteni
     Români (77,37%)
     Maghiari (12,86%)
     Romi (1,13%)
     Alte etnii (0,29%)
     Necunoscută (8,36%)
Componența confesională a comunei Chinteni
     Ortodocși (65,34%)
     Reformați (10,24%)
     Penticostali (3,31%)
     Romano-catolici (3,13%)
     Greco-catolici (3,04%)
     Fără religie (1,39%)
     Baptiști (1,19%)
     Alte religii (2,63%)
     Necunoscută (9,73%)
Conform recensământului efectuat în 2021, populația comunei Chinteni se ridică la 4.533 de locuitori, în creștere față de recensământul anterior din 2011, când fuseseră înregistrați 3.065 de locuitori. Majoritatea locuitorilor sunt români (77,37%), cu minorități de maghiari (12,86%) și romi (1,13%), iar pentru 8,36% nu se cunoaște apartenența etnică. Din punct de vedere confesional, majoritatea locuitorilor sunt ortodocși (65,34%), cu minorități de reformați (10,24%), penticostali (3,31%), romano-catolici (3,13%), greco-catolici (3,04%), fără religie (1,39%) și baptiști (1,19%), iar pentru 9,73% nu se cunoaște apartenența confesională.

## Politică și administrație
Comuna Chinteni este administrată de un primar și un consiliu local compus din 13 consilieri. Primarul, Magdalena Lucia Suciu[*], de la Partidul Social Democrat, este în funcție din 2000. Începând cu alegerile locale din 2024, consiliul local are următoarea componență pe partide politice:
|  | Partid                                 | Consilieri | Componența Consiliului | Componența Consiliului | Componența Consiliului | Componența Consiliului | Componența Consiliului | Componența Consiliului |
|  | -------------------------------------- | ---------- | ---------------------- | ---------------------- | ---------------------- | ---------------------- | ---------------------- | ---------------------- |
|  | Partidul Social Democrat               | 6          |                        |                        |                        |                        |                        |                        |
|  | Partidul Național Liberal              | 5          |                        |                        |                        |                        |                        |                        |
|  | Uniunea Democrată Maghiară din România | 1          |                        |                        |                        |                        |                        |                        |
|  | Alianța pentru Unirea Românilor        | 1          |                        |                        |                        |                        |                        |                        |

### Evoluție istorică
De-a lungul timpului populația comunei a evoluat astfel:
Chinteni - evoluția demografică

|  | Graficele sunt indisponibile din cauza unor probleme tehnice. Mai multe informații se găsesc la Phabricator și la wiki-ul MediaWiki. |

Date: Recensăminte sau birourile de statistică - grafică realizată de Wikipedia

## Lăcașuri de cult
- Biserica Romano-Catolică.
- Biserica de lemn „Sf. Apostol Pavel" din satul Săliștea Veche (de la sfârșitul secolului al XV-lea).
- Biserica de lemn „Adormirea Maicii Domnului" din satul Vechea (1726).

## Obiective turistice
- Rezervația naturală „Fânațele Clujului", cu vegetație de stepă.
- Dealurile Clujului de Est (sit de importanță comunitară inclus în rețeaua europeană Natura 2000 în România)

## Imagini

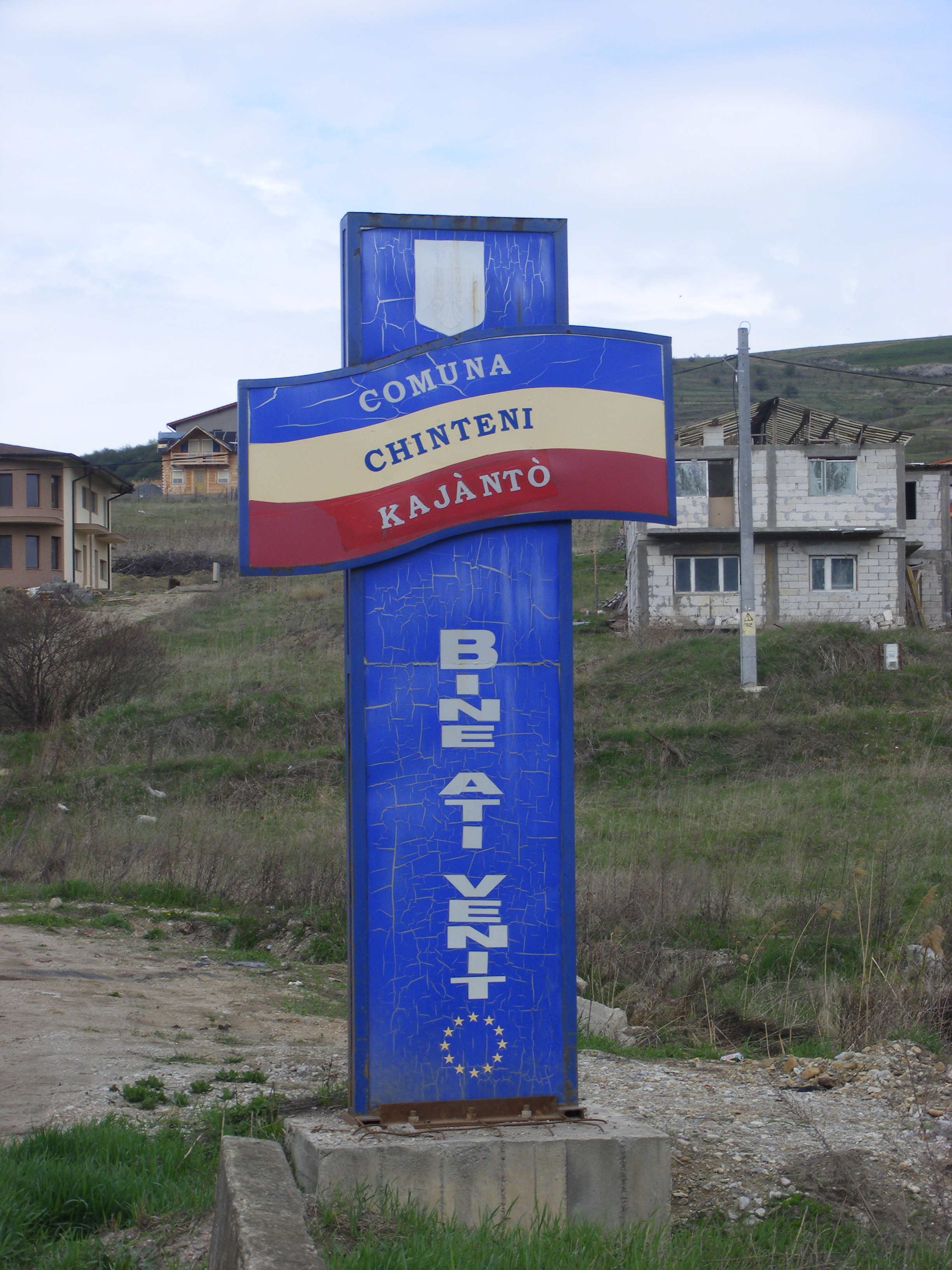
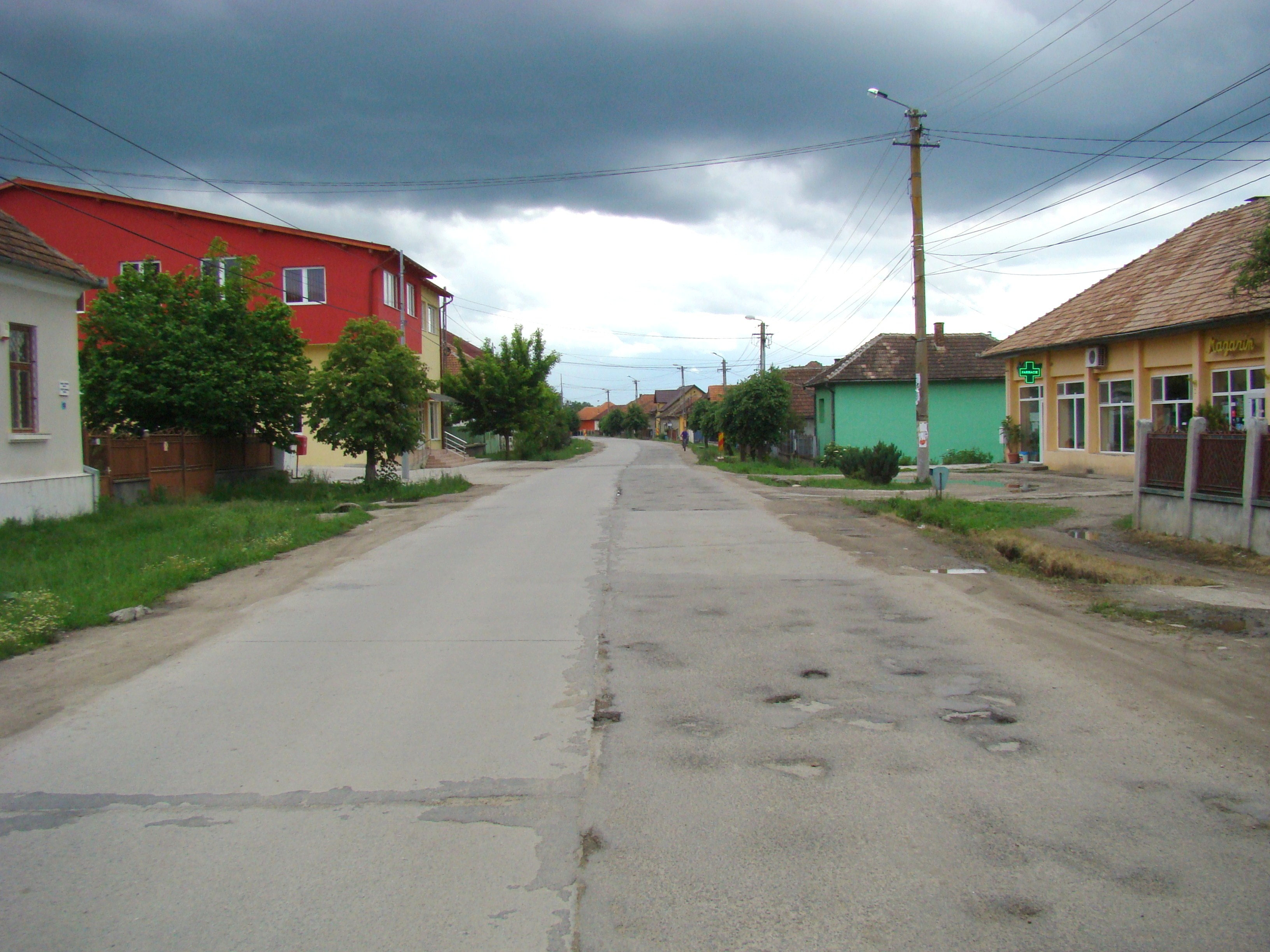
Chinteni
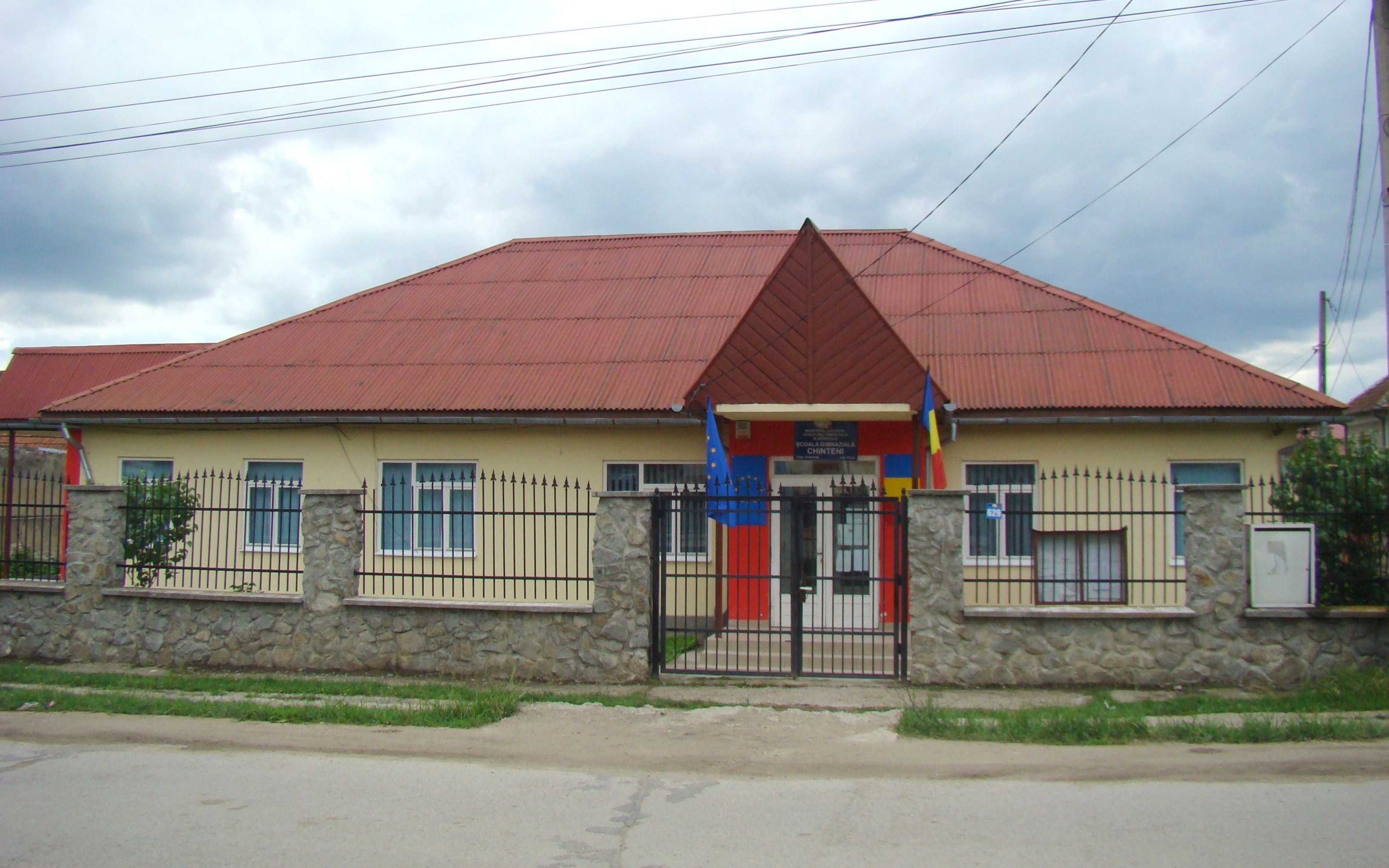
Școala gimnazială Chinteni
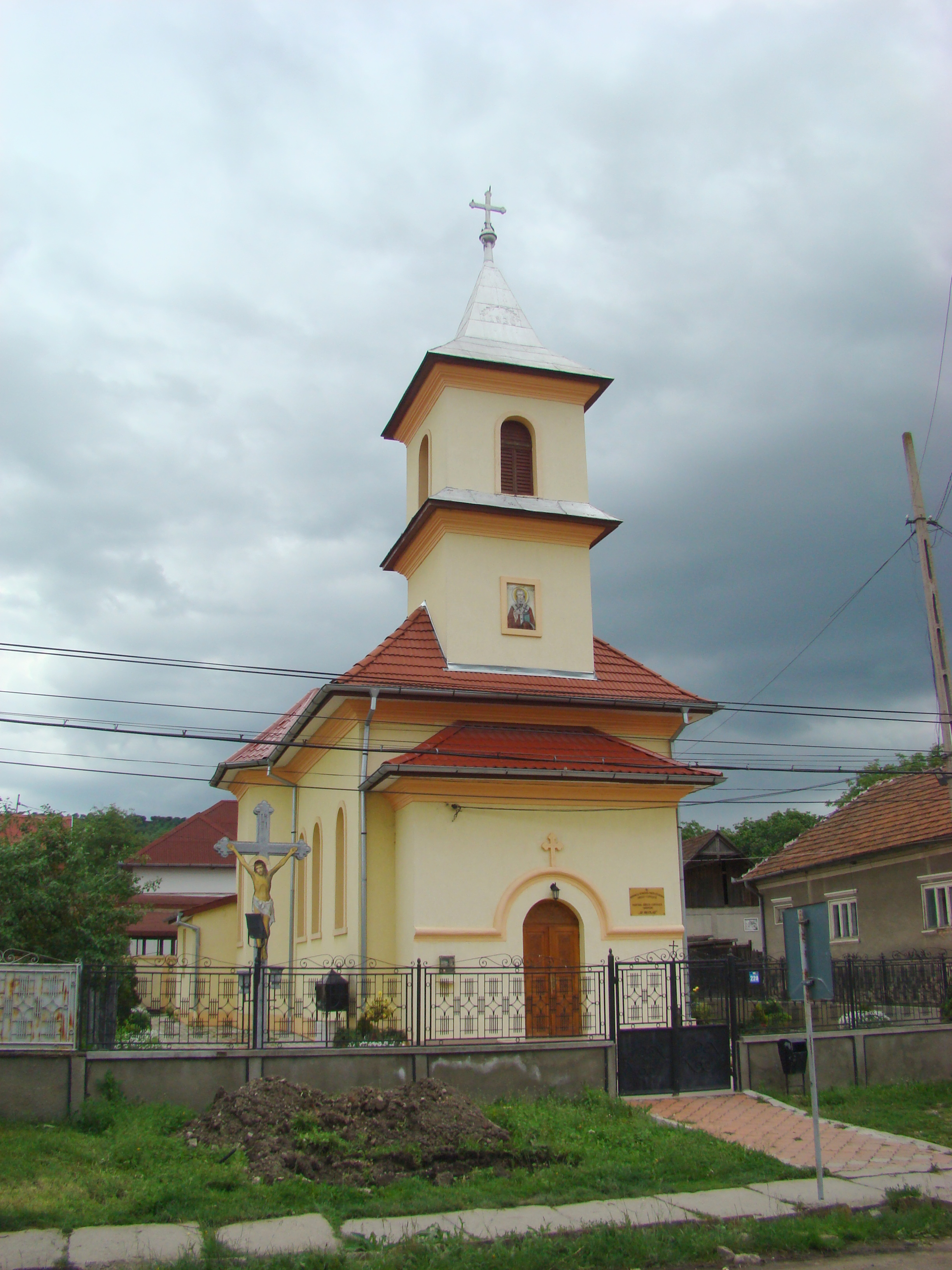
Biserica greco-catolică „Sfântul Nicolae”
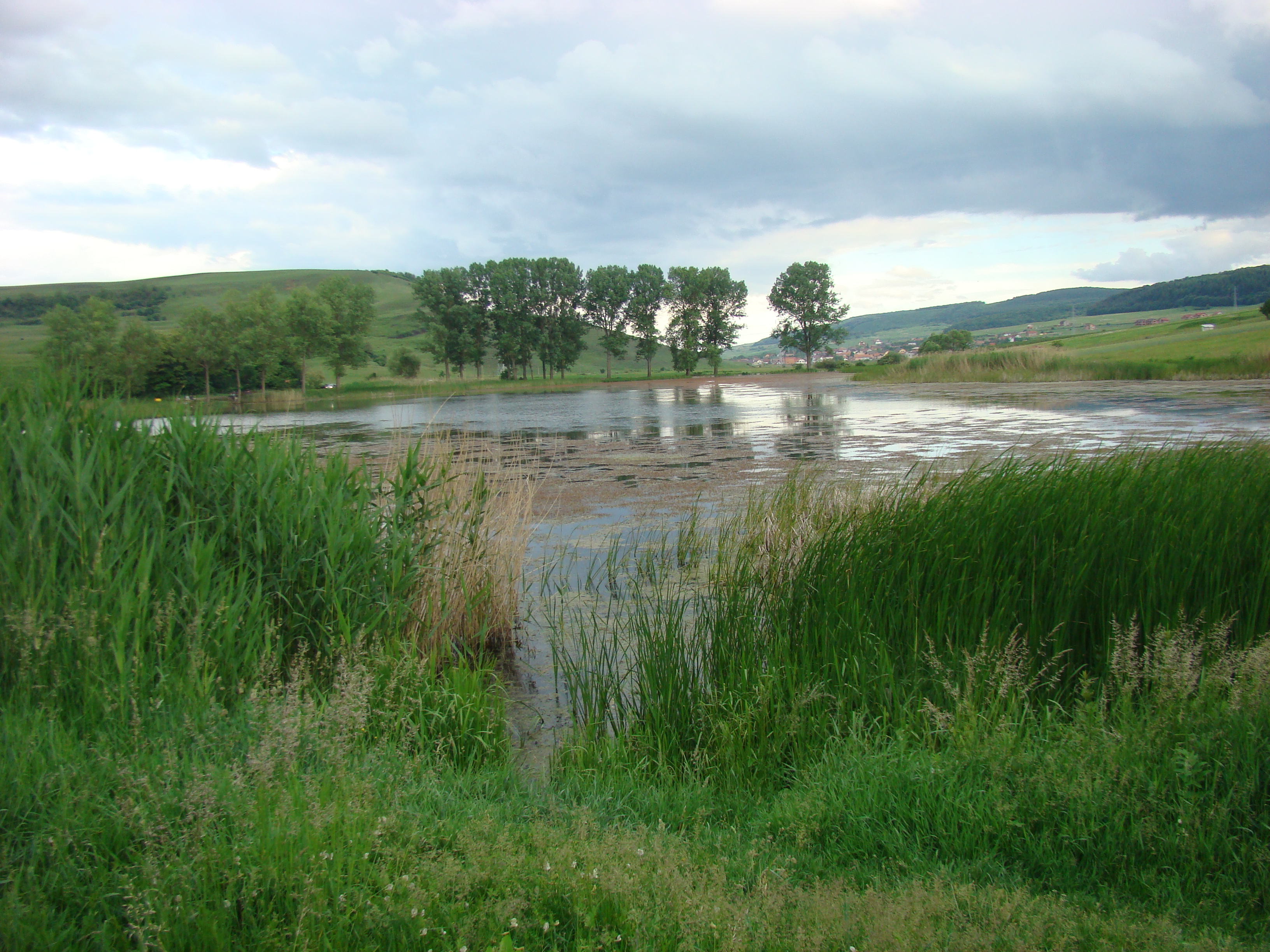
Lacul Chinteni
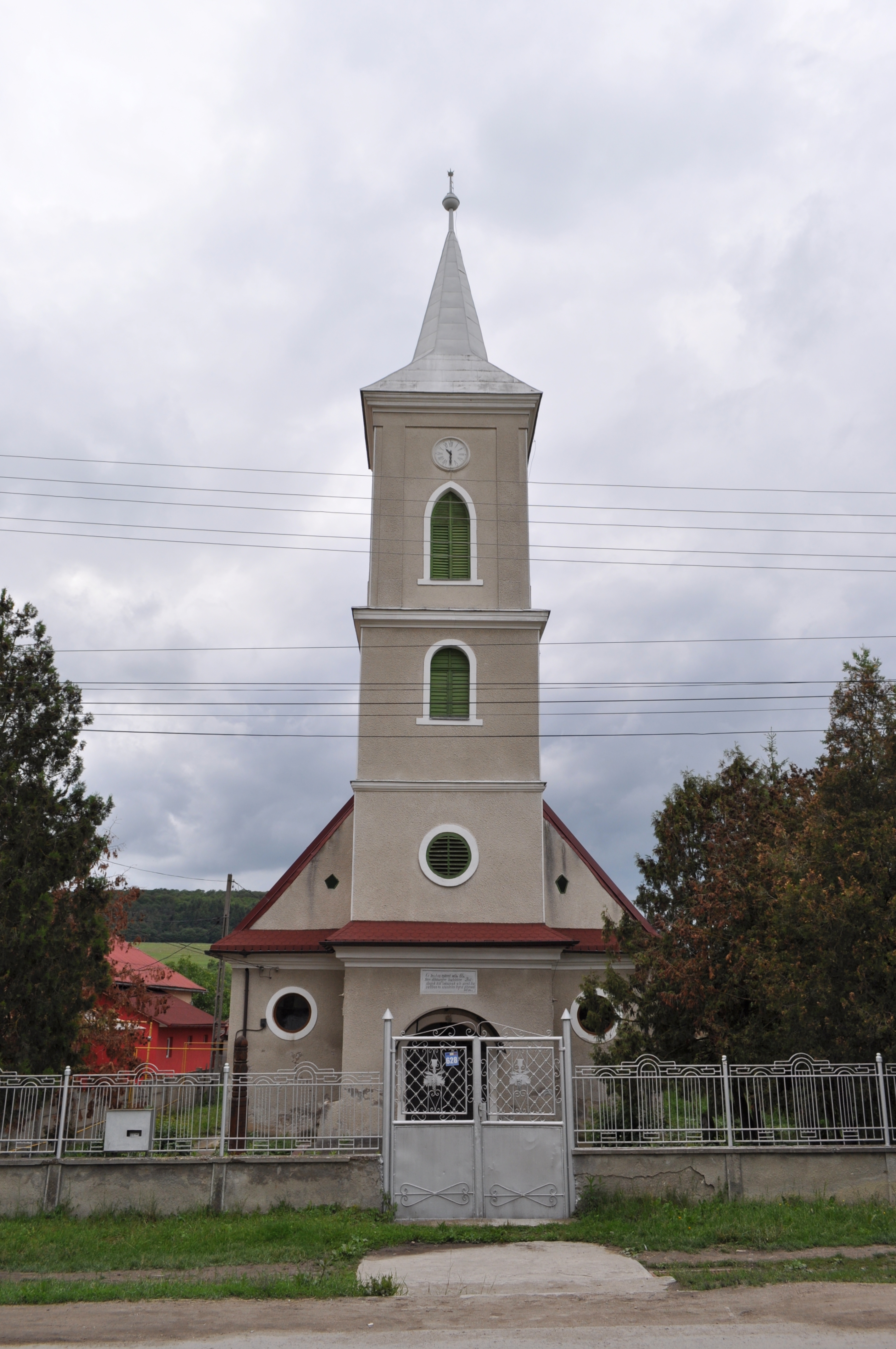
Biserica reformată (1870)
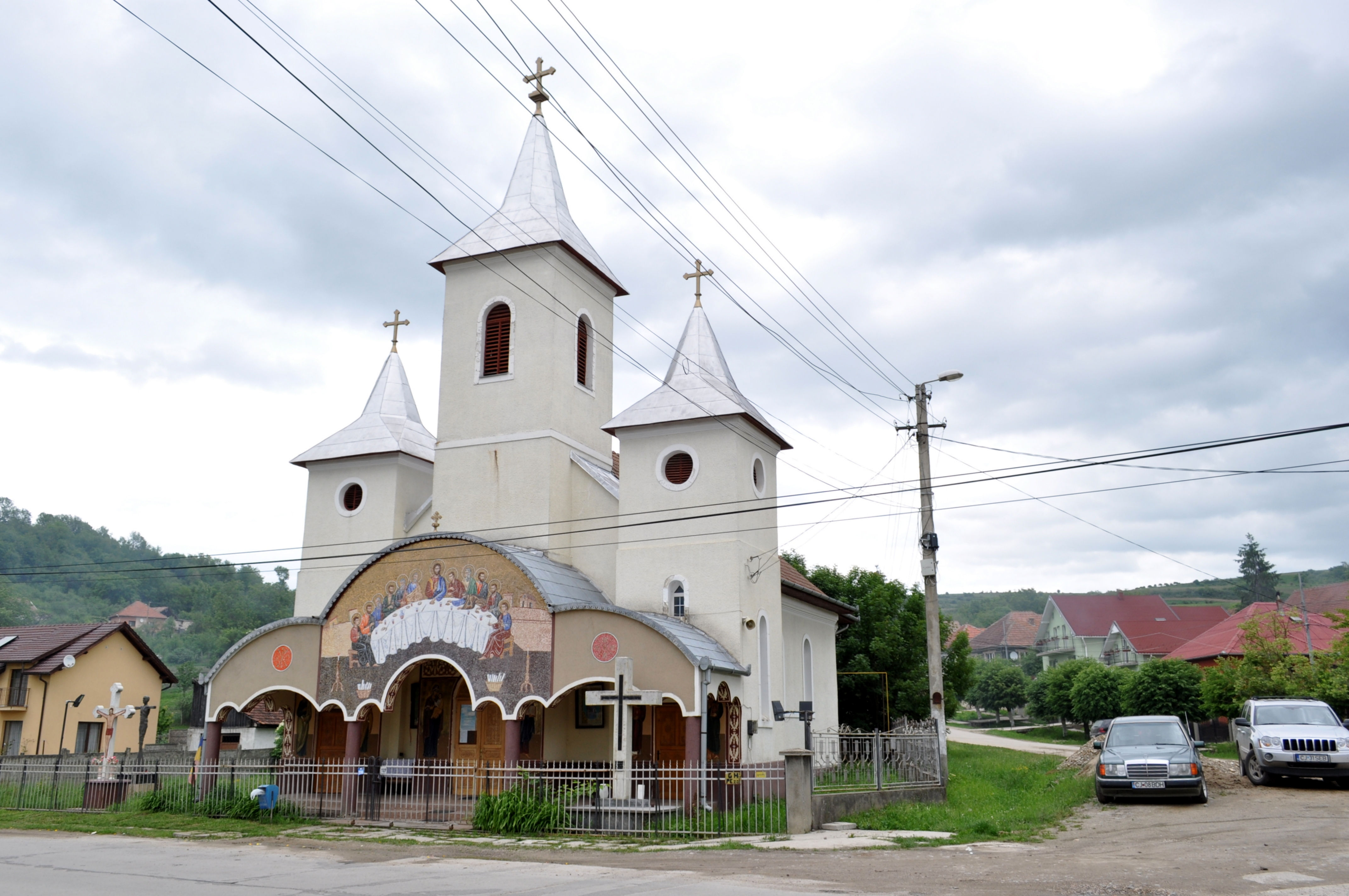
Biserica ortodoxă
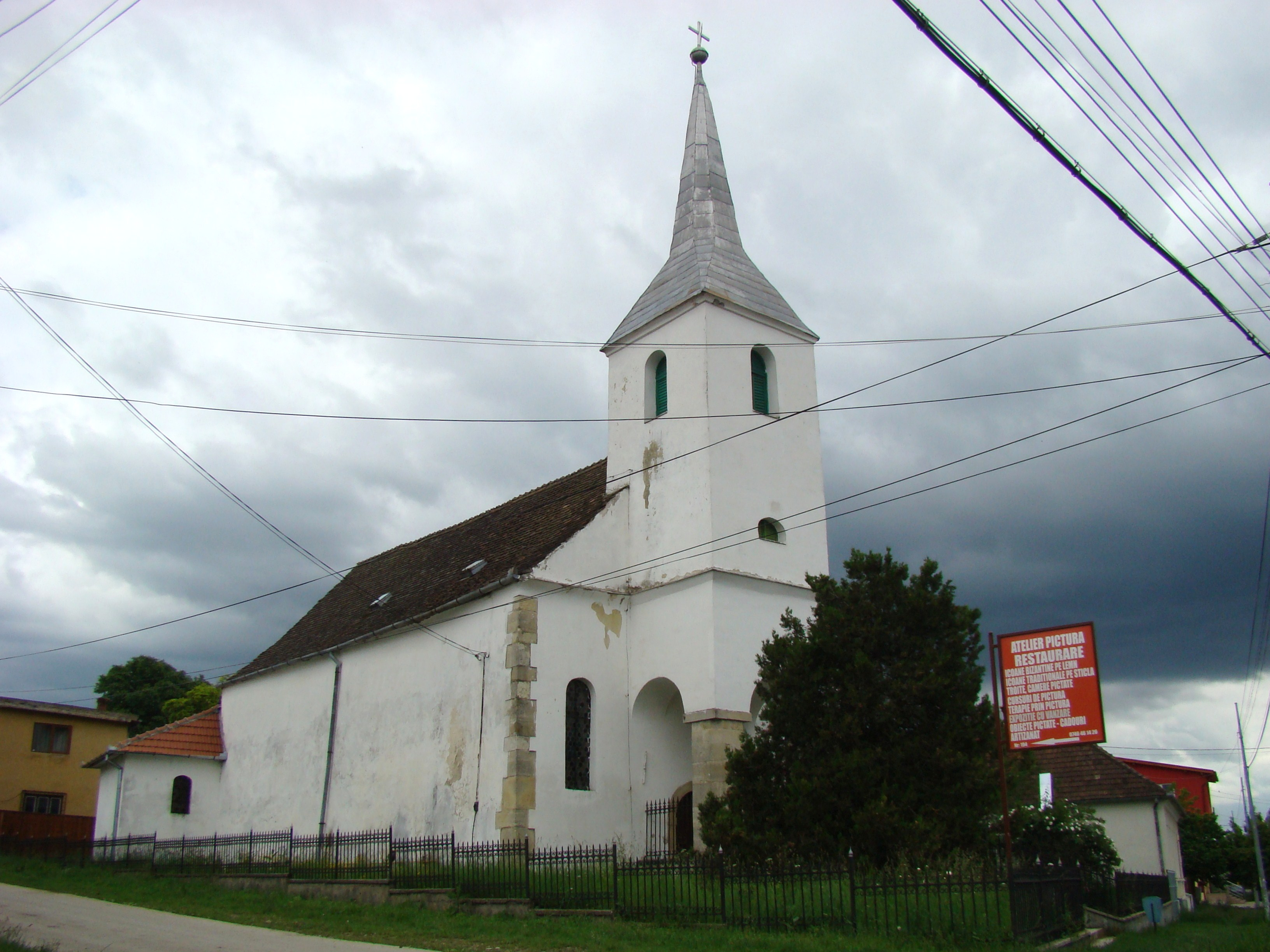
Biserica romano-catolică (monument istoric)
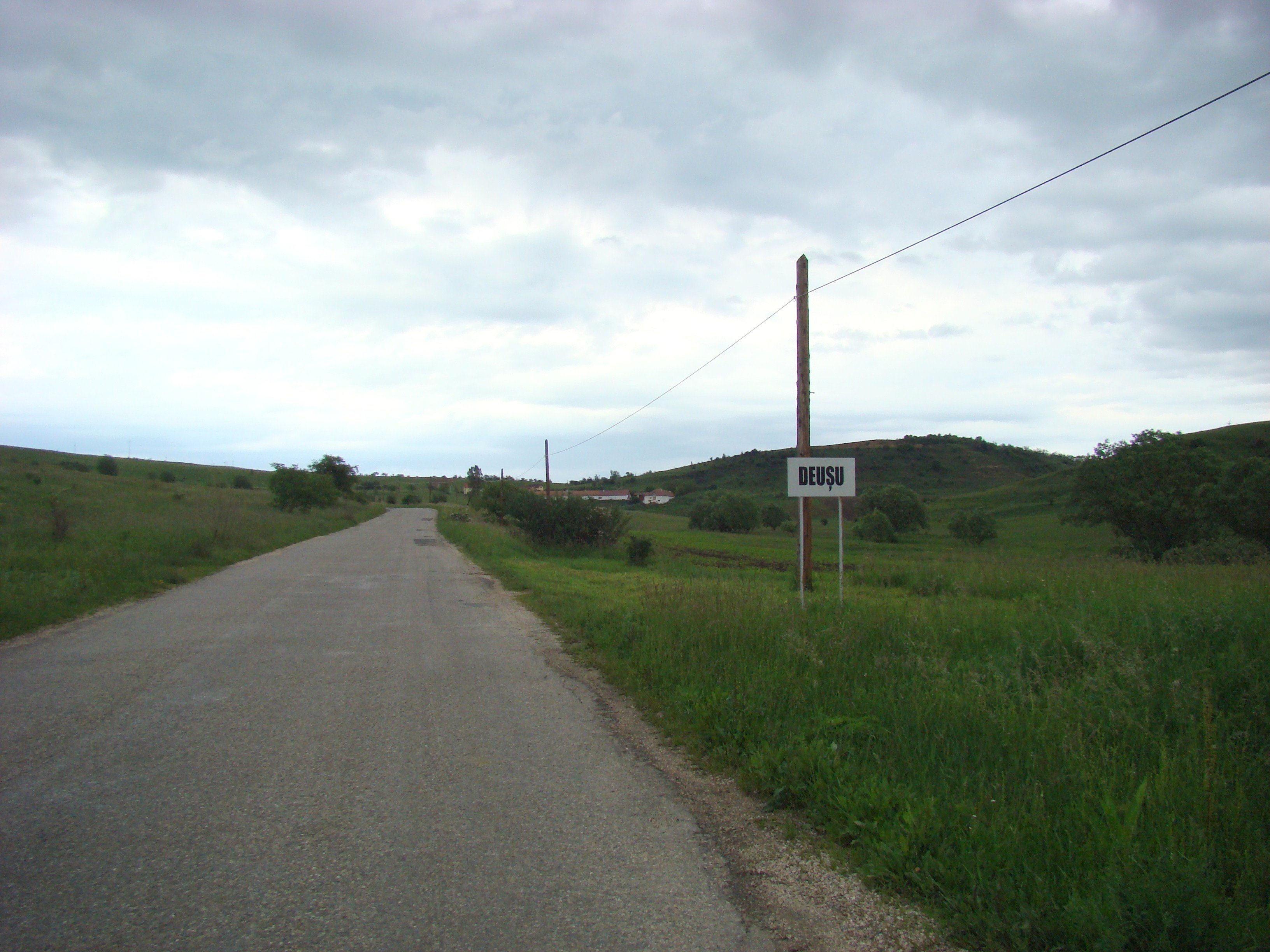
Deușu
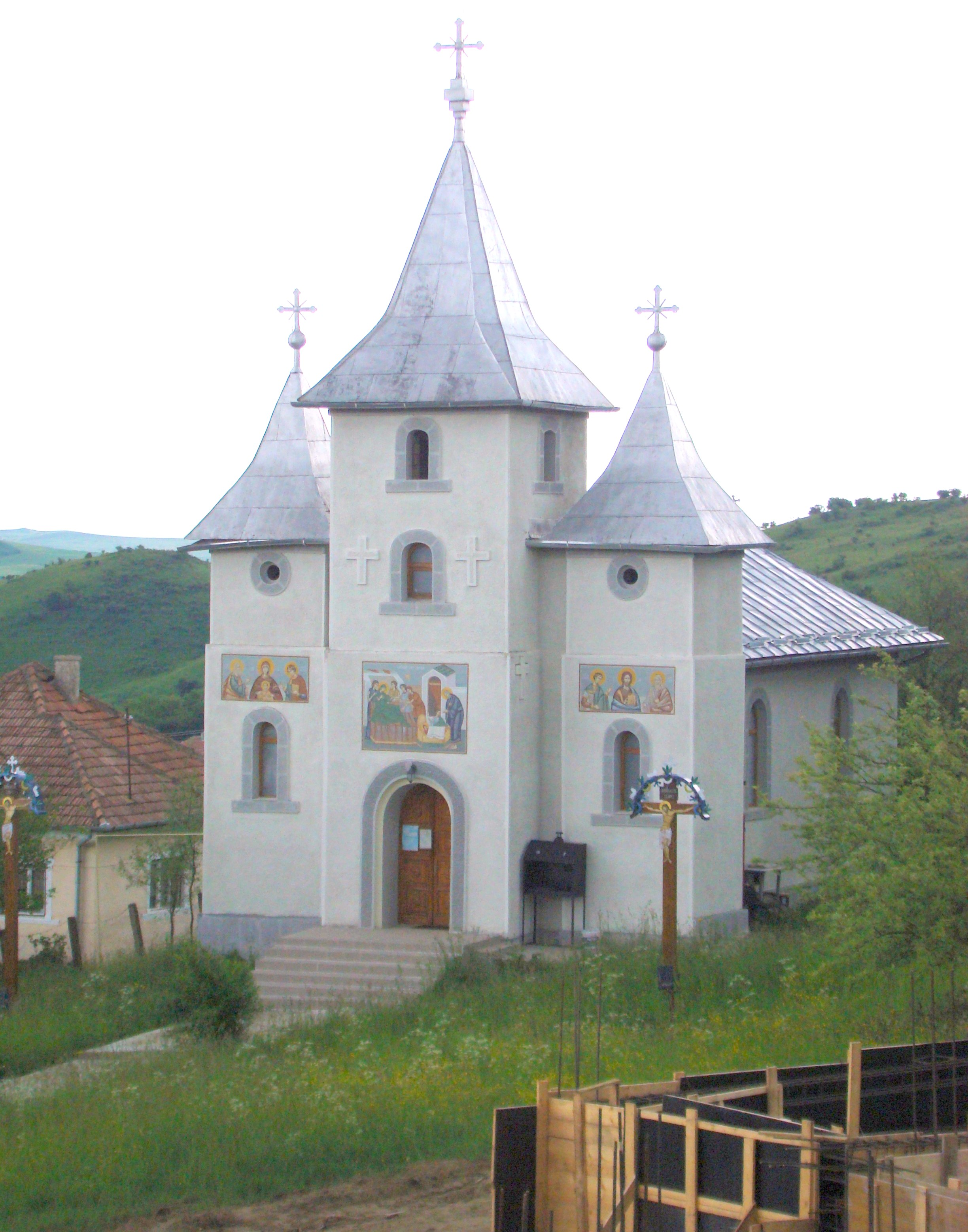
Biserica „Nașterea Maicii Domnului”
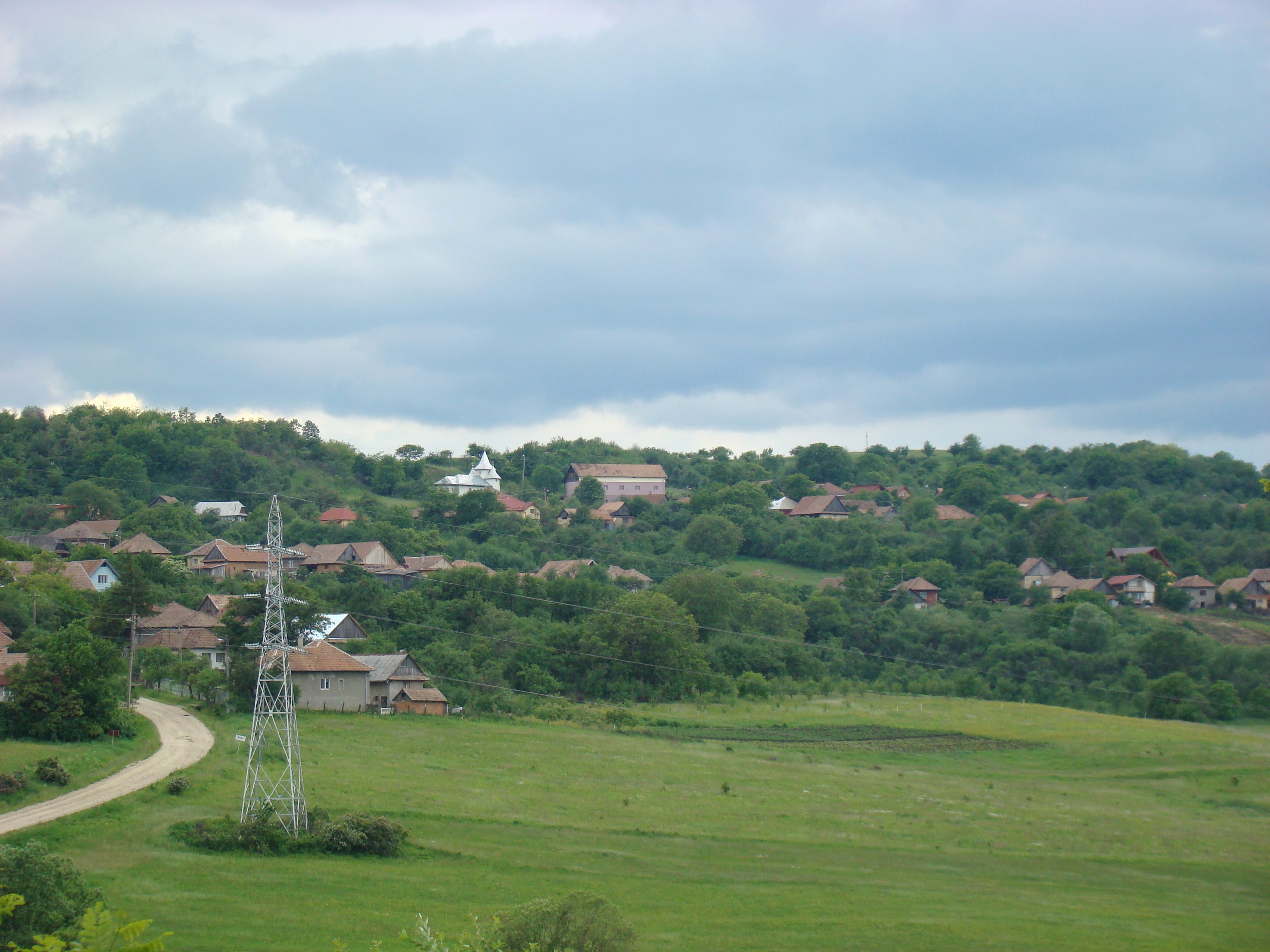
Deușu
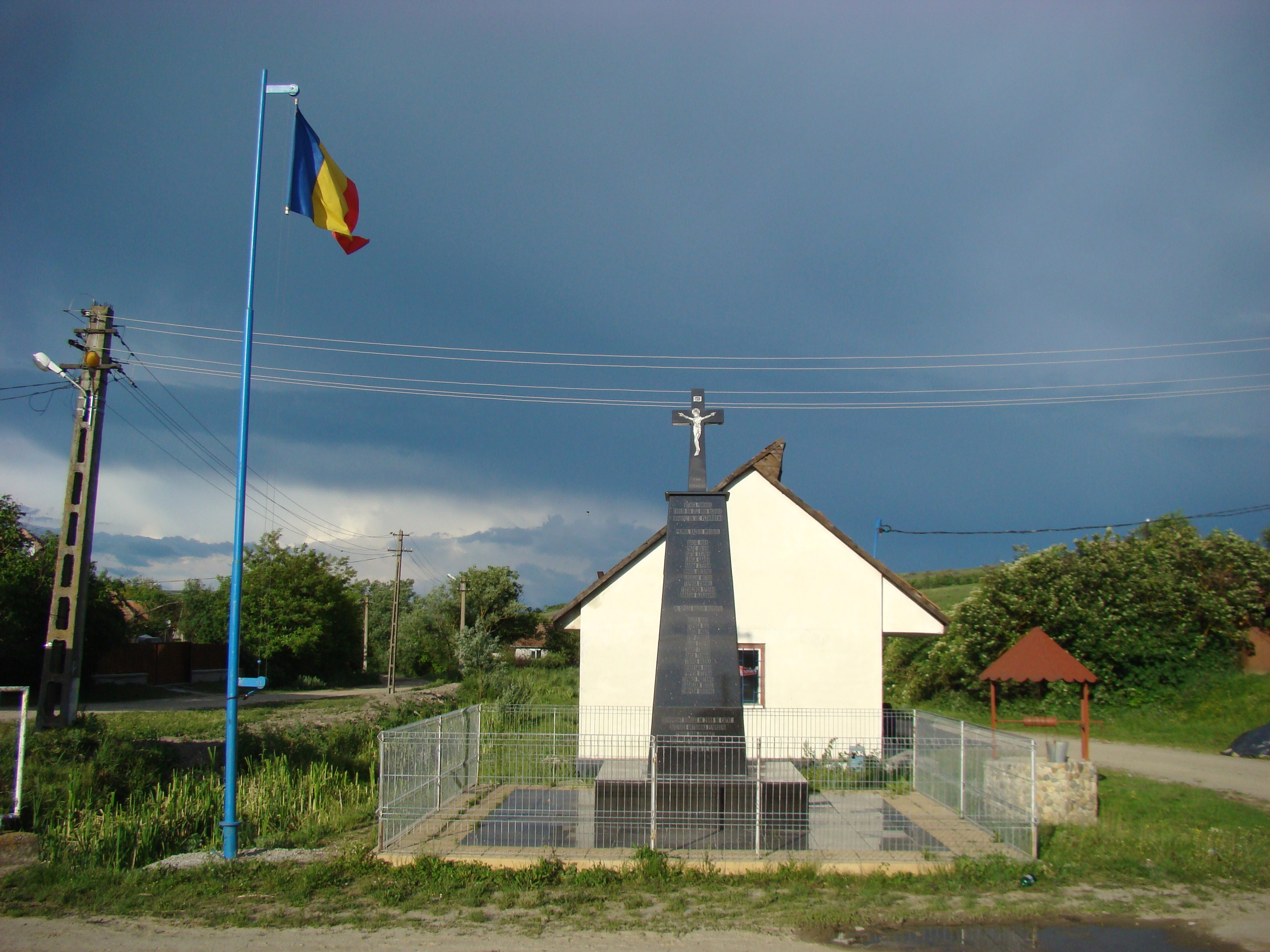
Feiurdeni
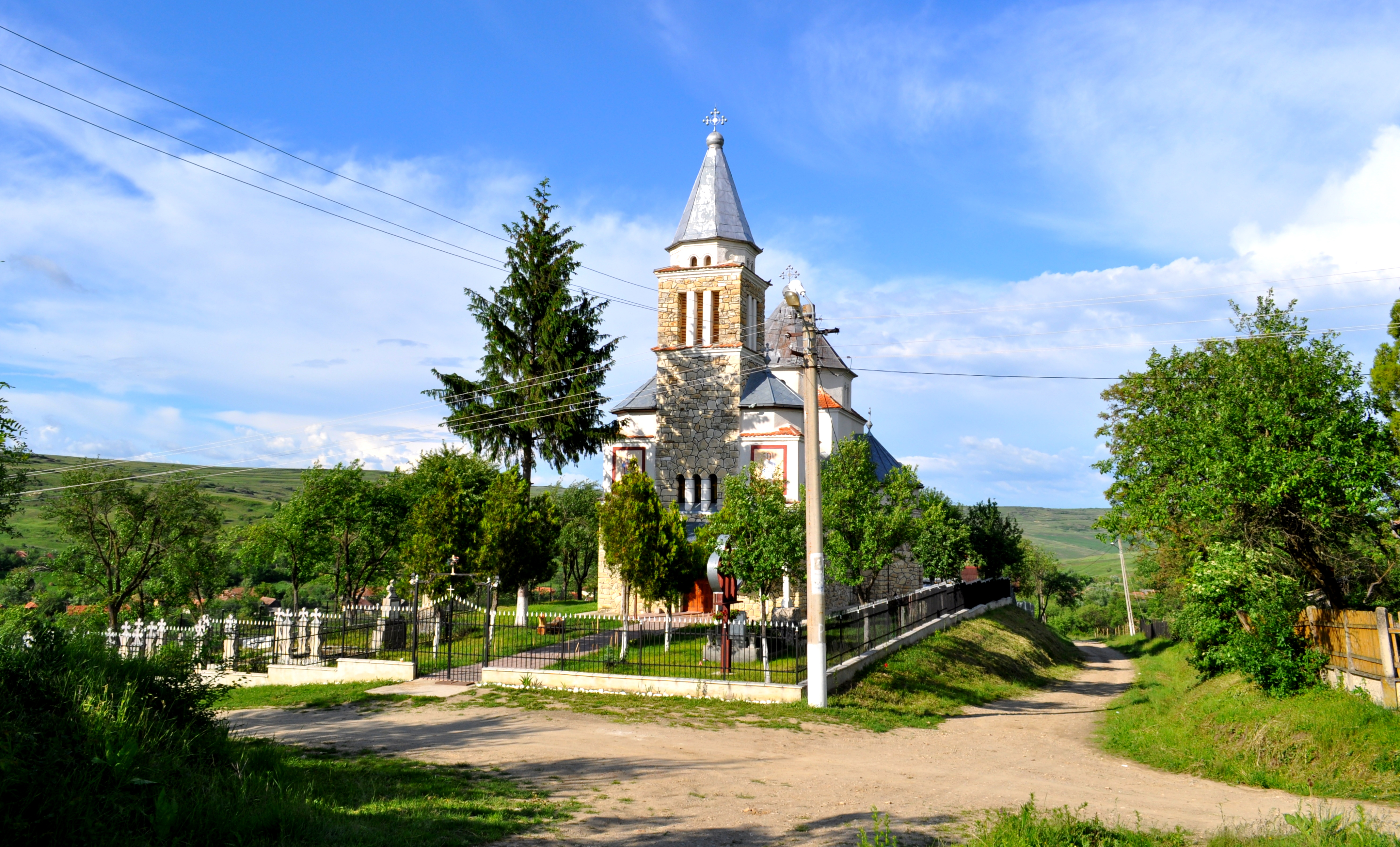
Biserica „Sfinții Arhangheli Mihail și Gavriil” (monument istoric)
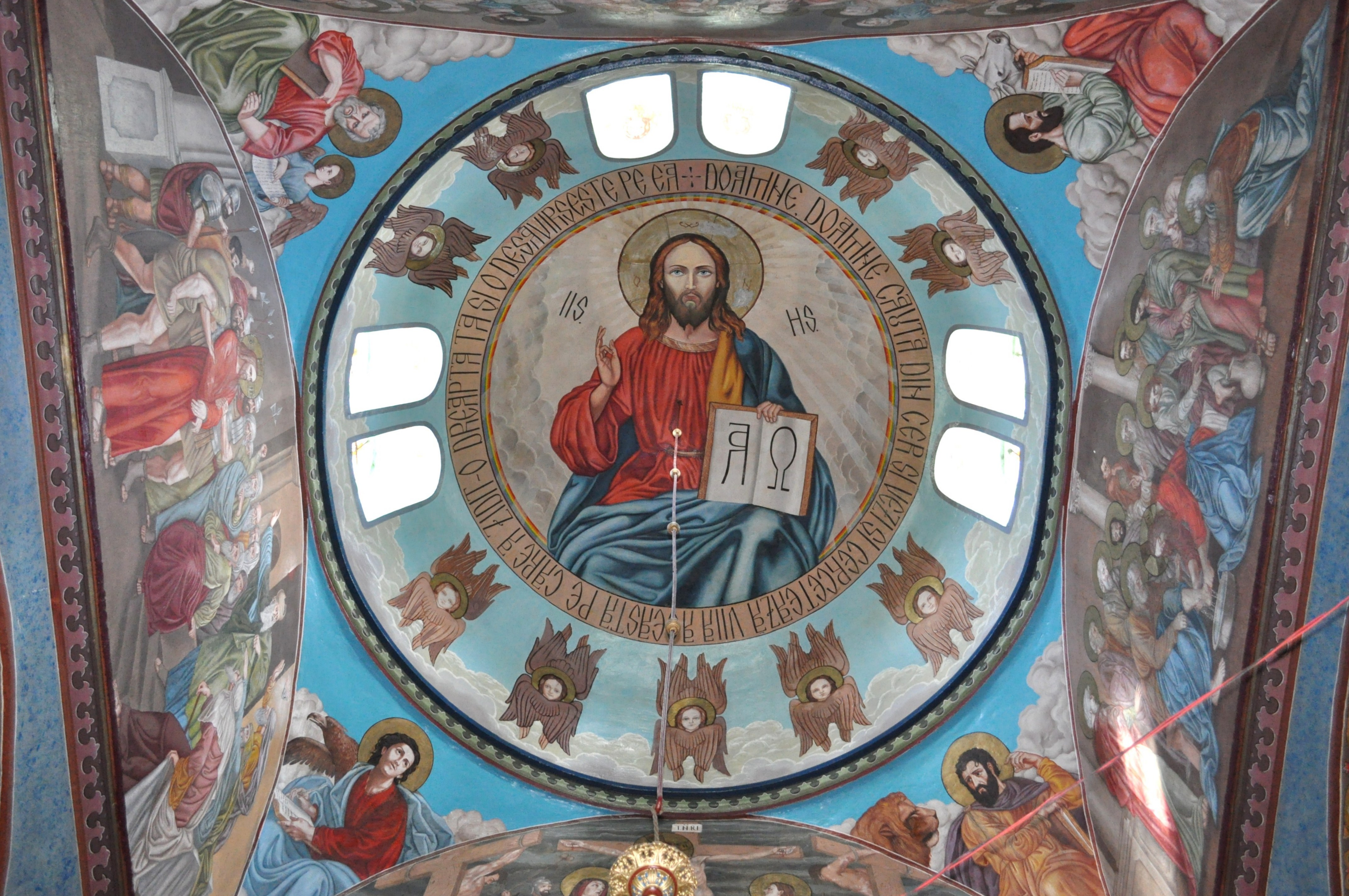
Biserica „Sfinții Arhangheli Mihail și Gavriil” (monument istoric)
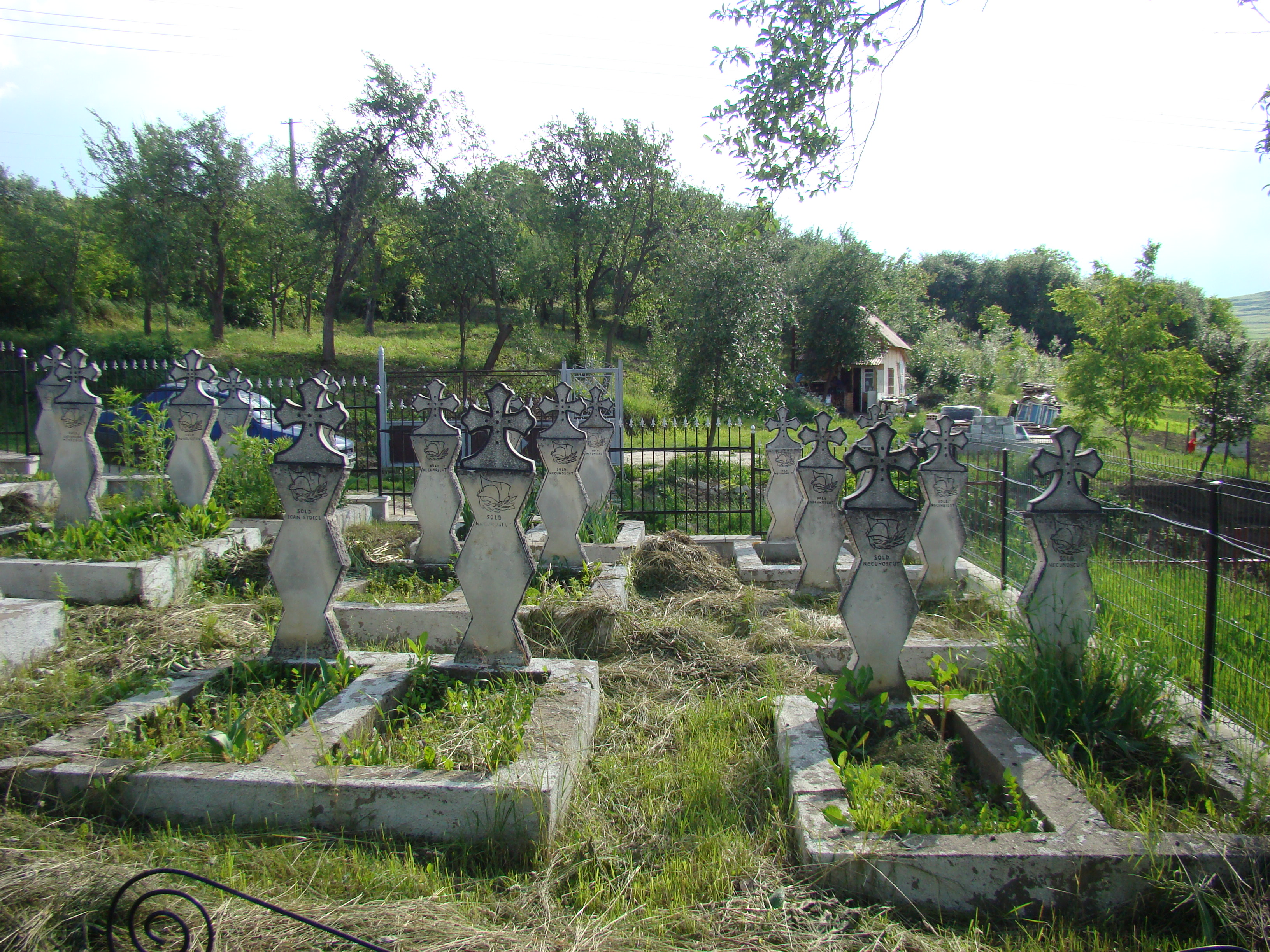
Cimitirul Eroilor Români din cel De-al Doilea Război Mondial amplasat în curtea Bisericii Ortodoxe
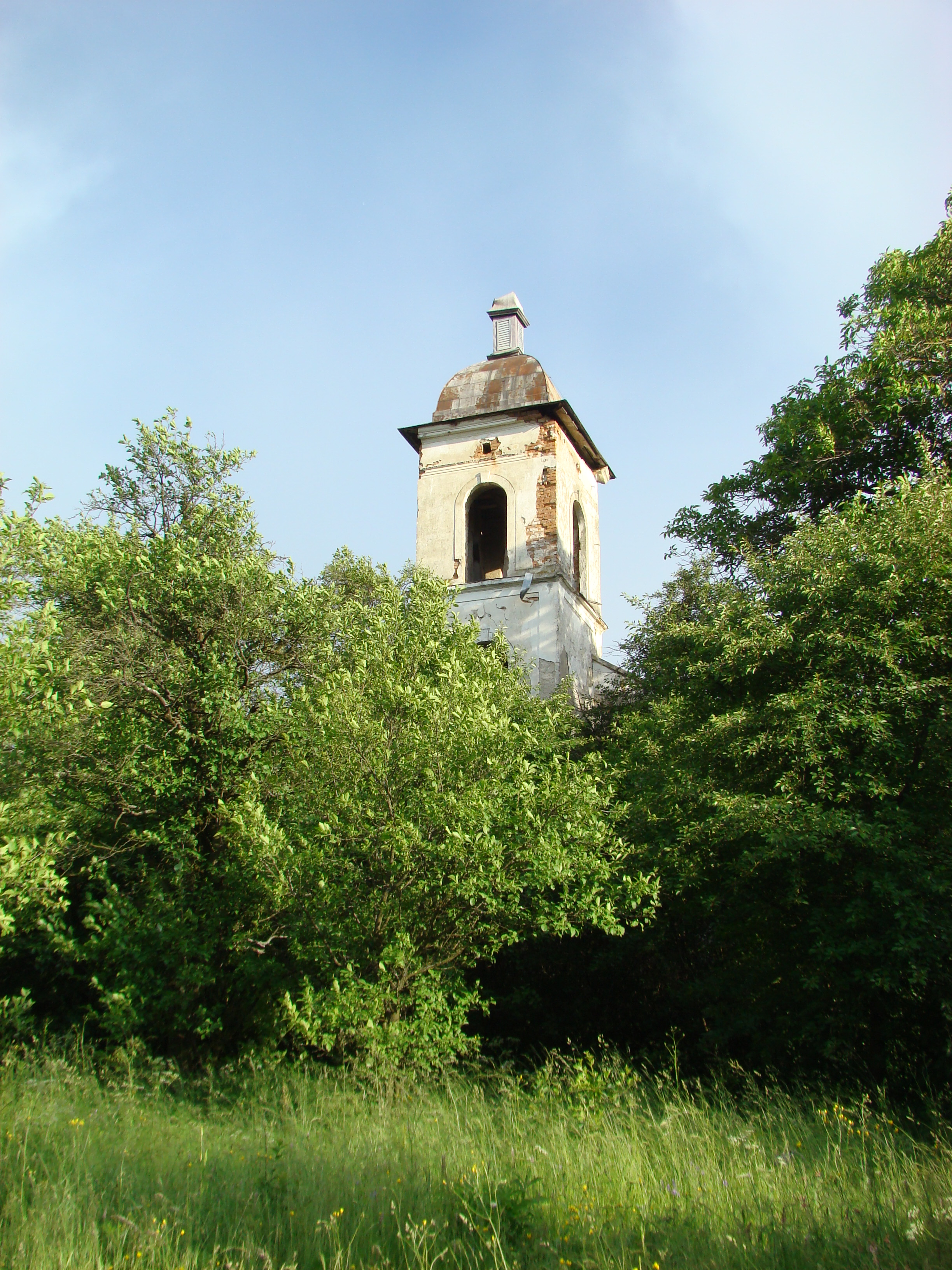
Biserica reformată
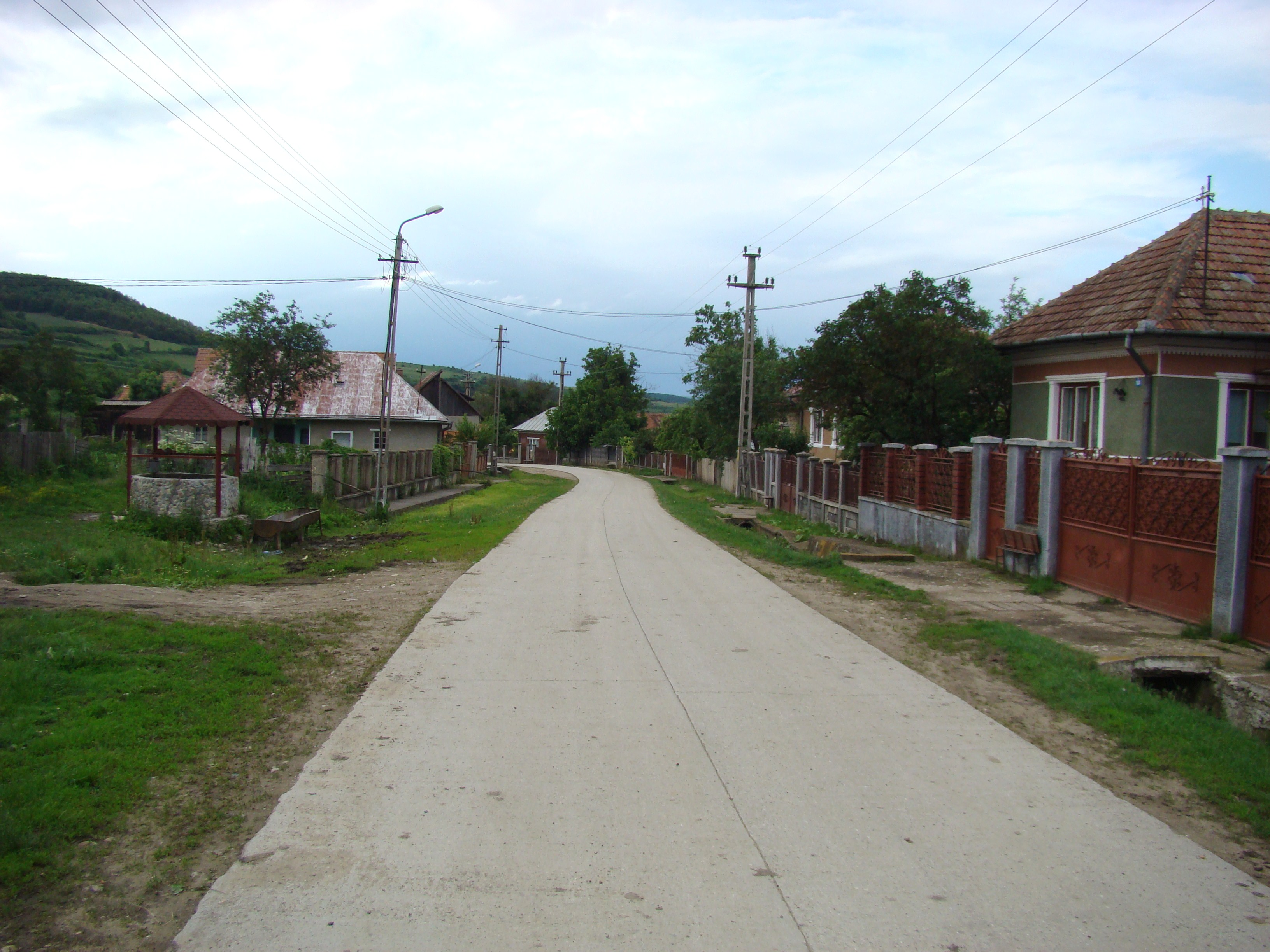
Măcicașu
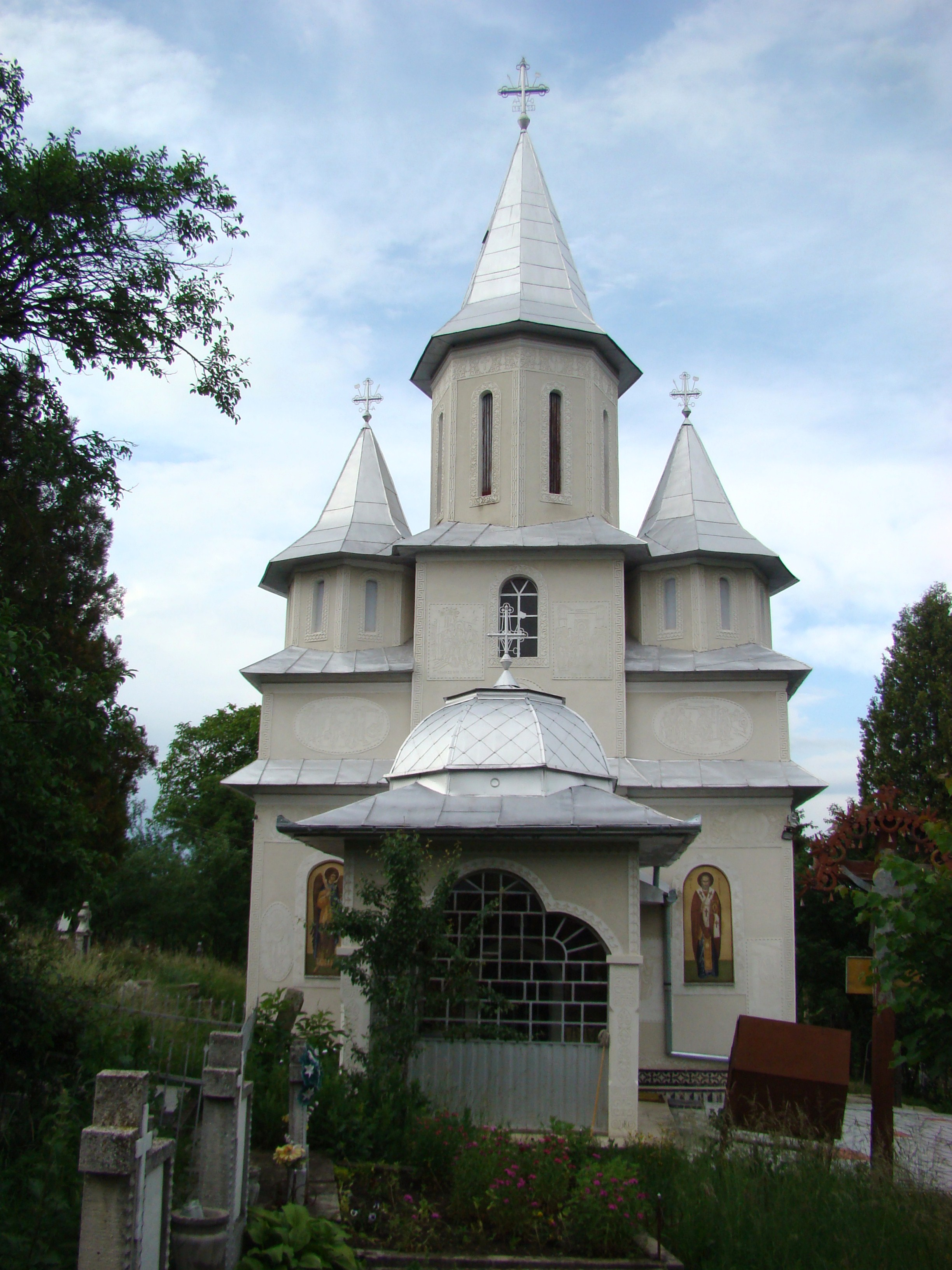
Biserica „Sfântul Nicolae”
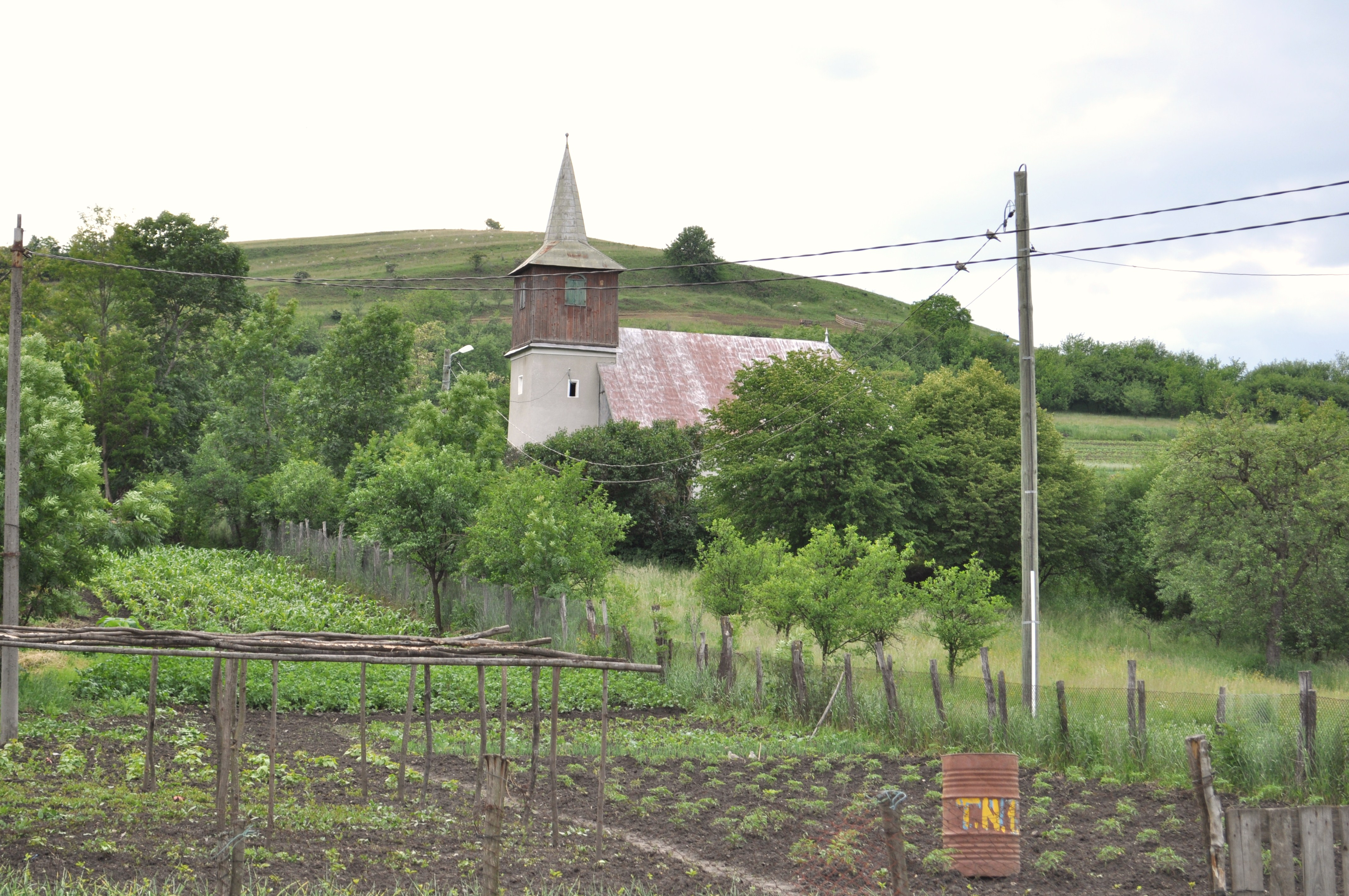
Biserica reformată
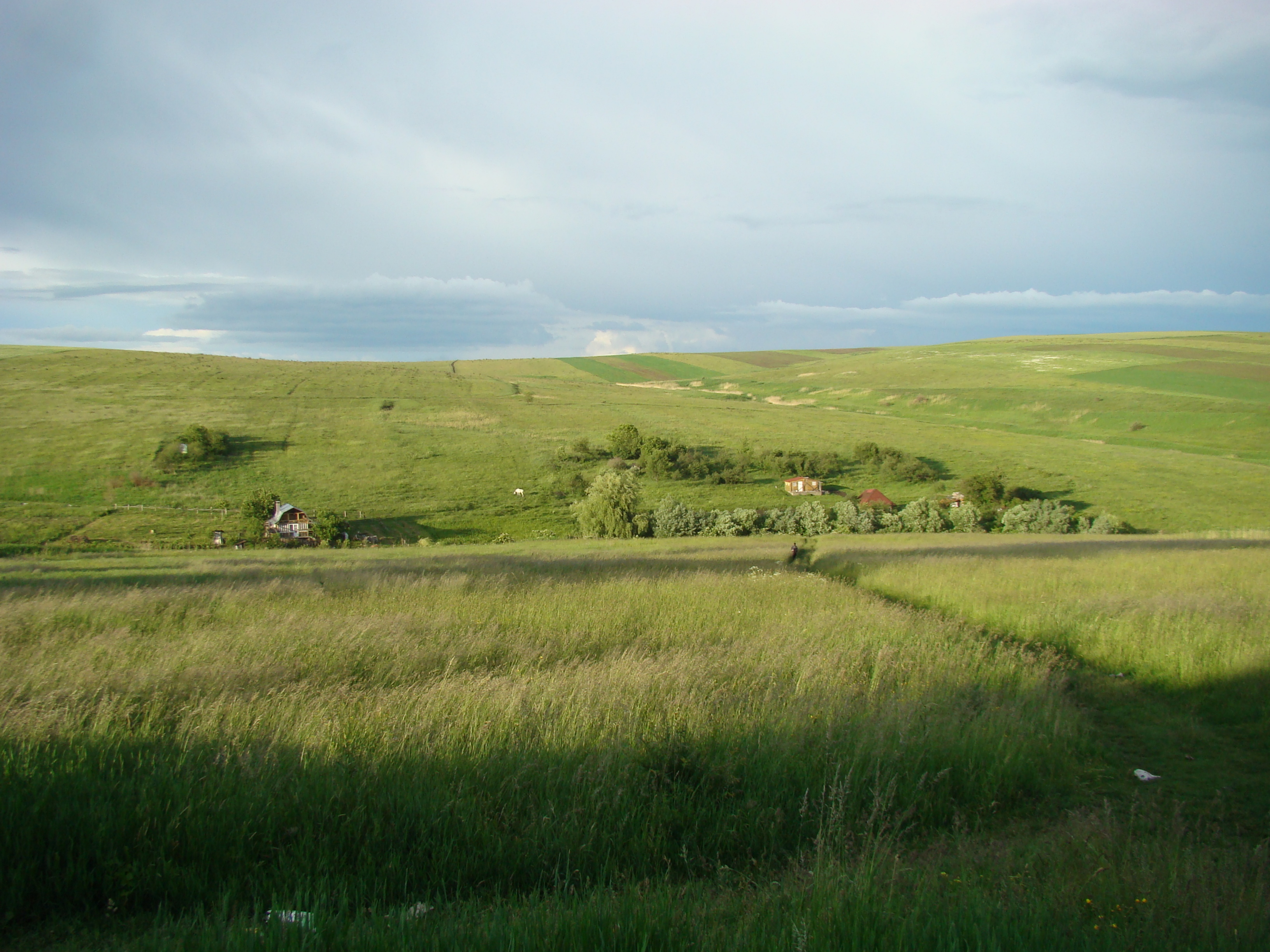
Pădureni
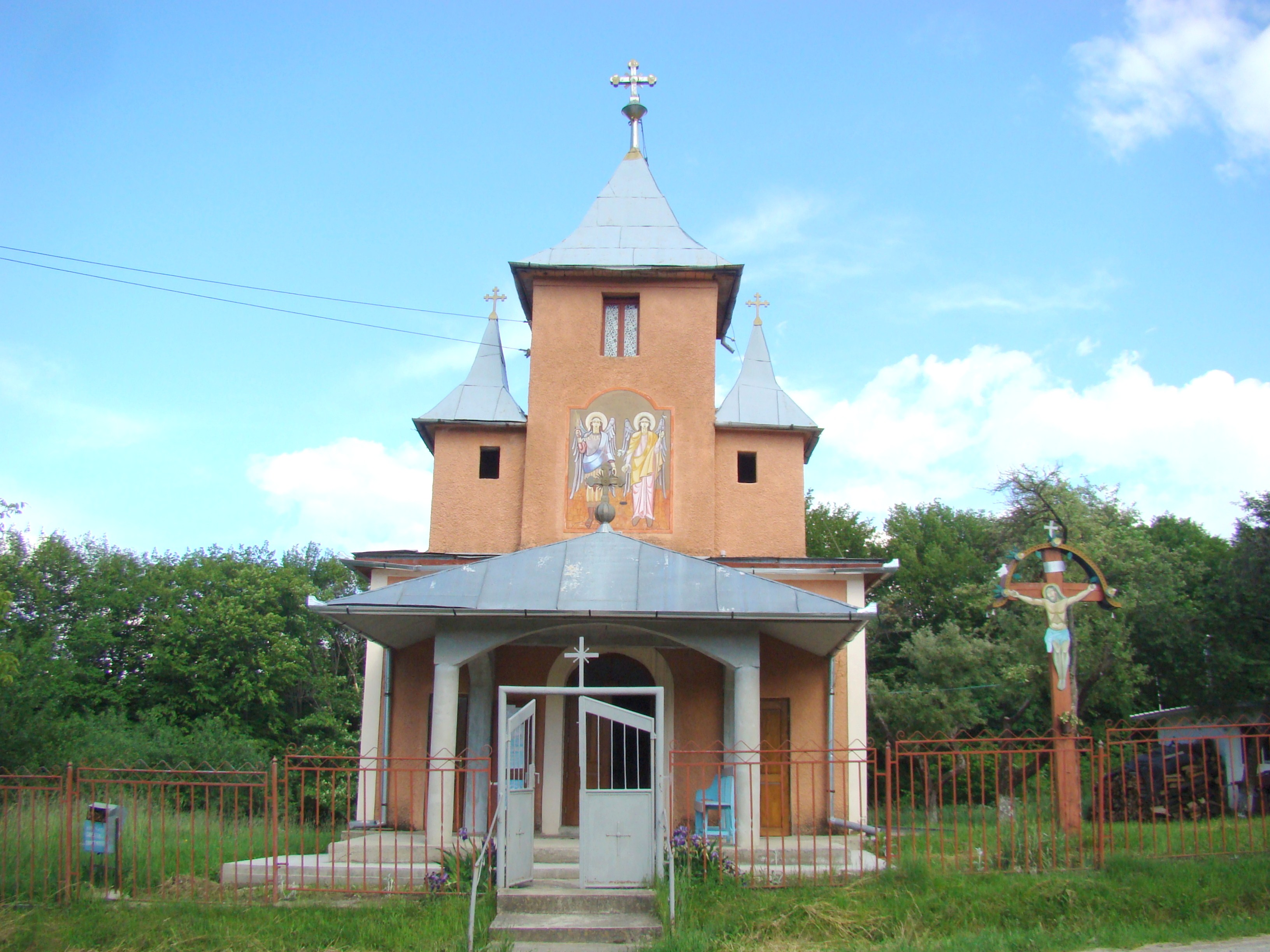
Biserica „Sfinții Arhangheli Mihail și Gavriil”
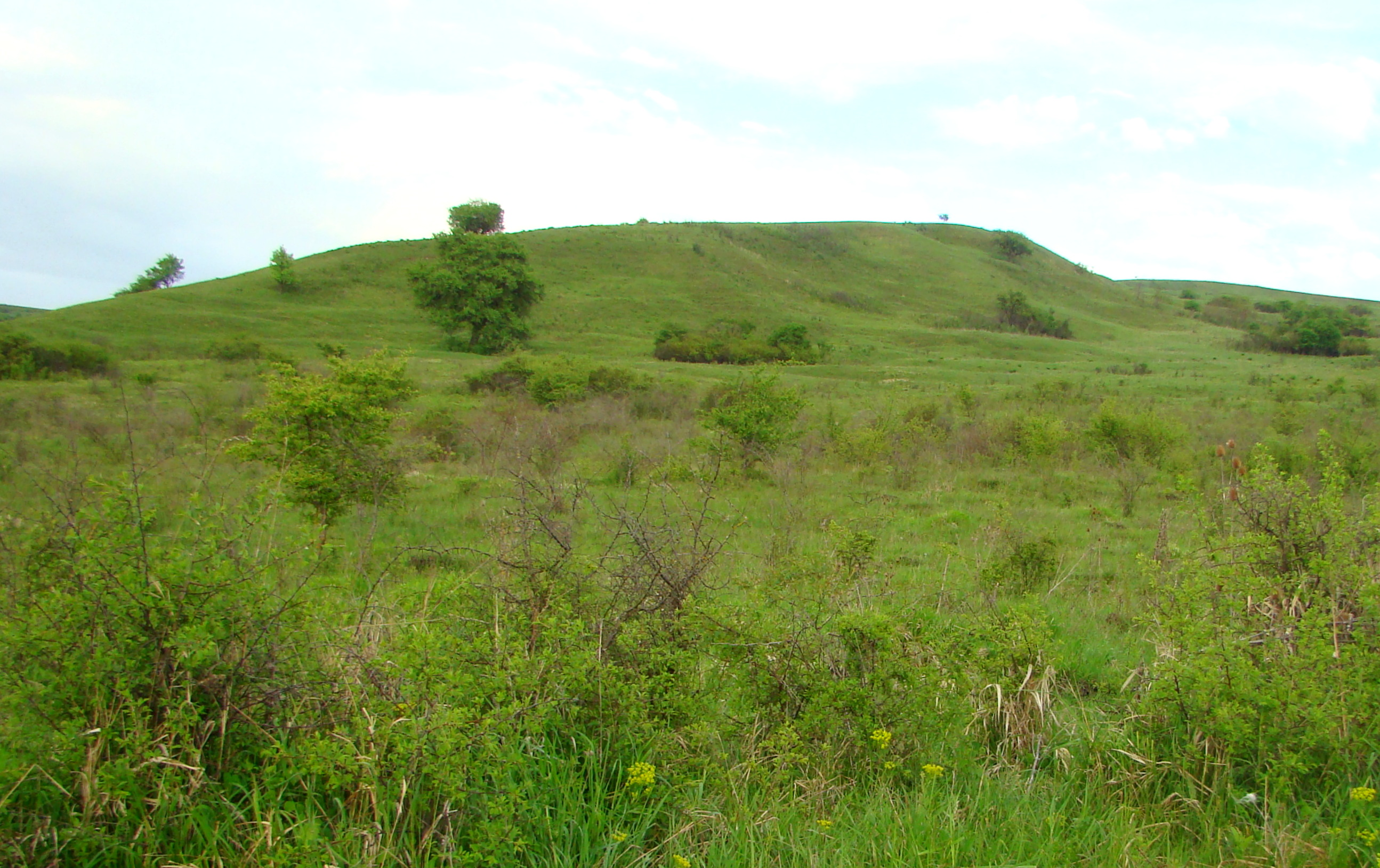
Satu Lung
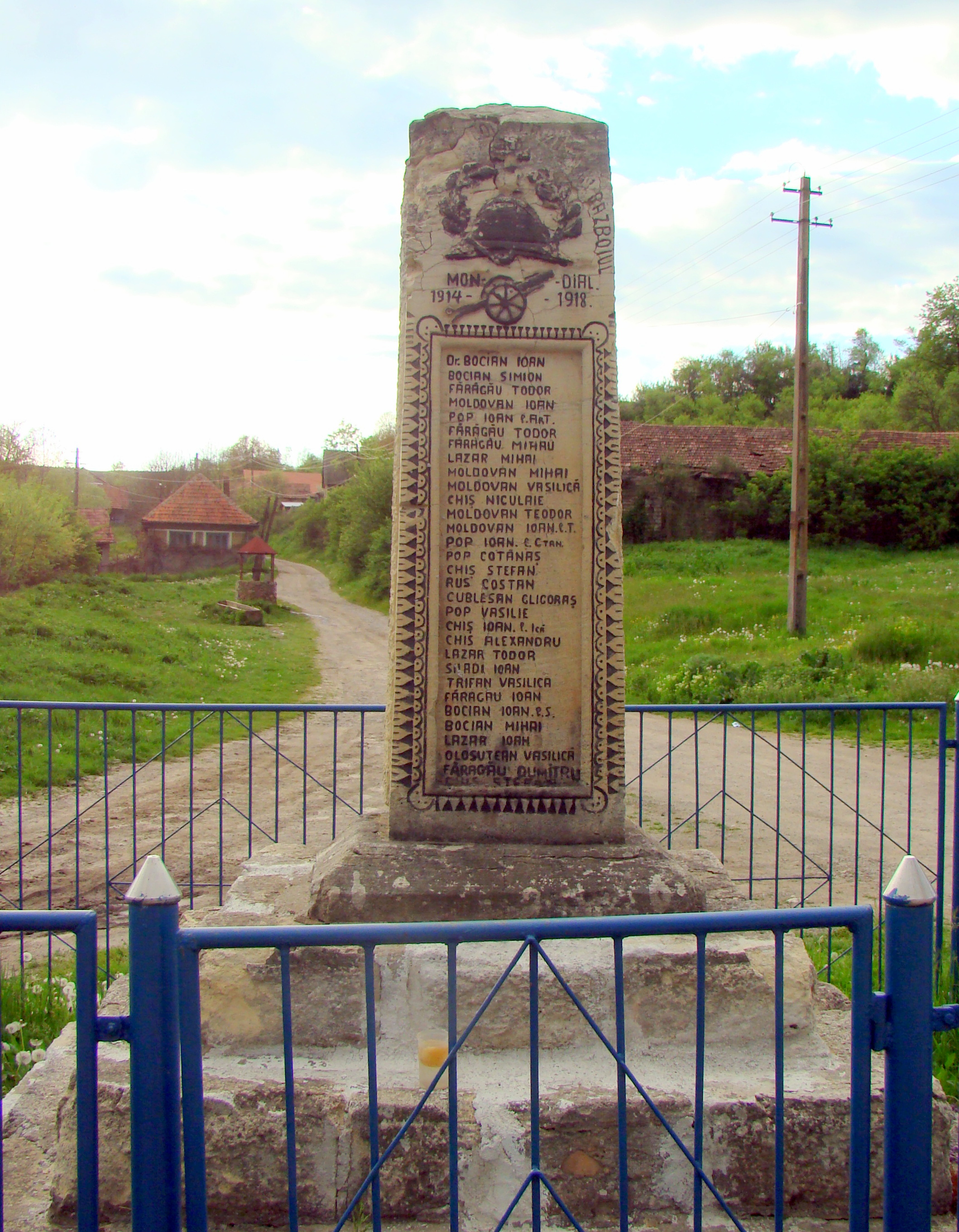
Monumentul eroilor
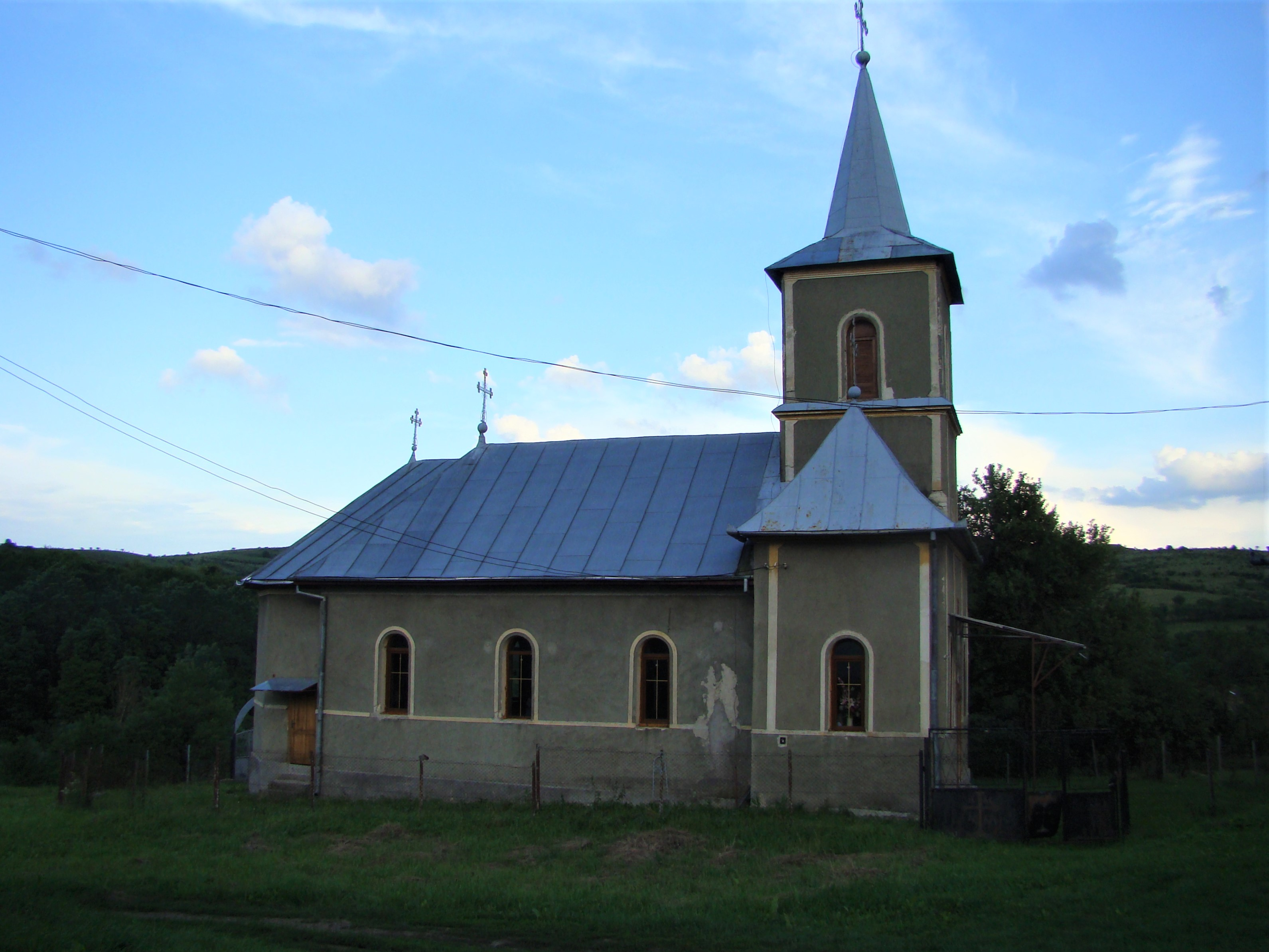
Biserica „Adormirea Maicii Domnului”
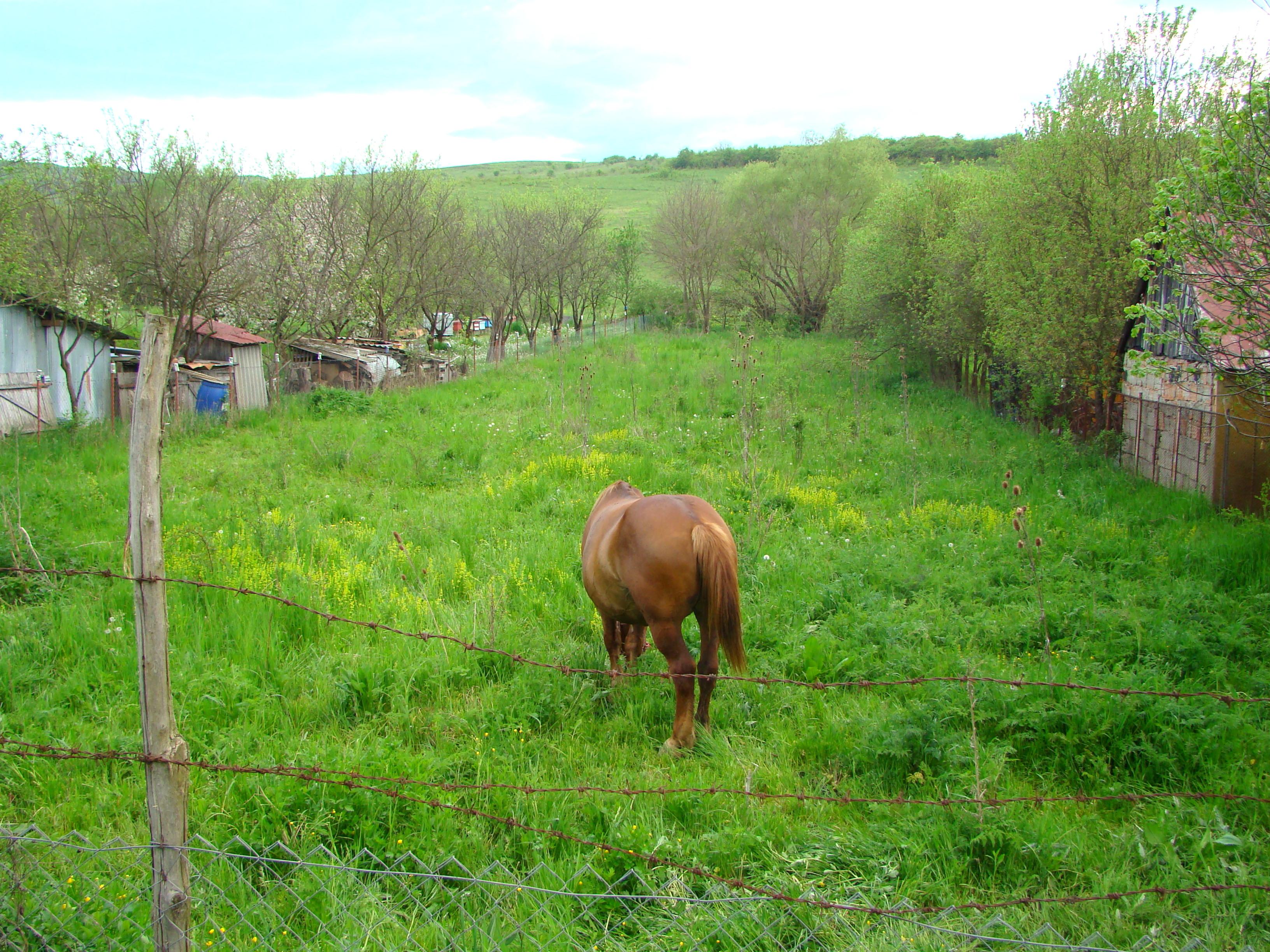
Satu Lung
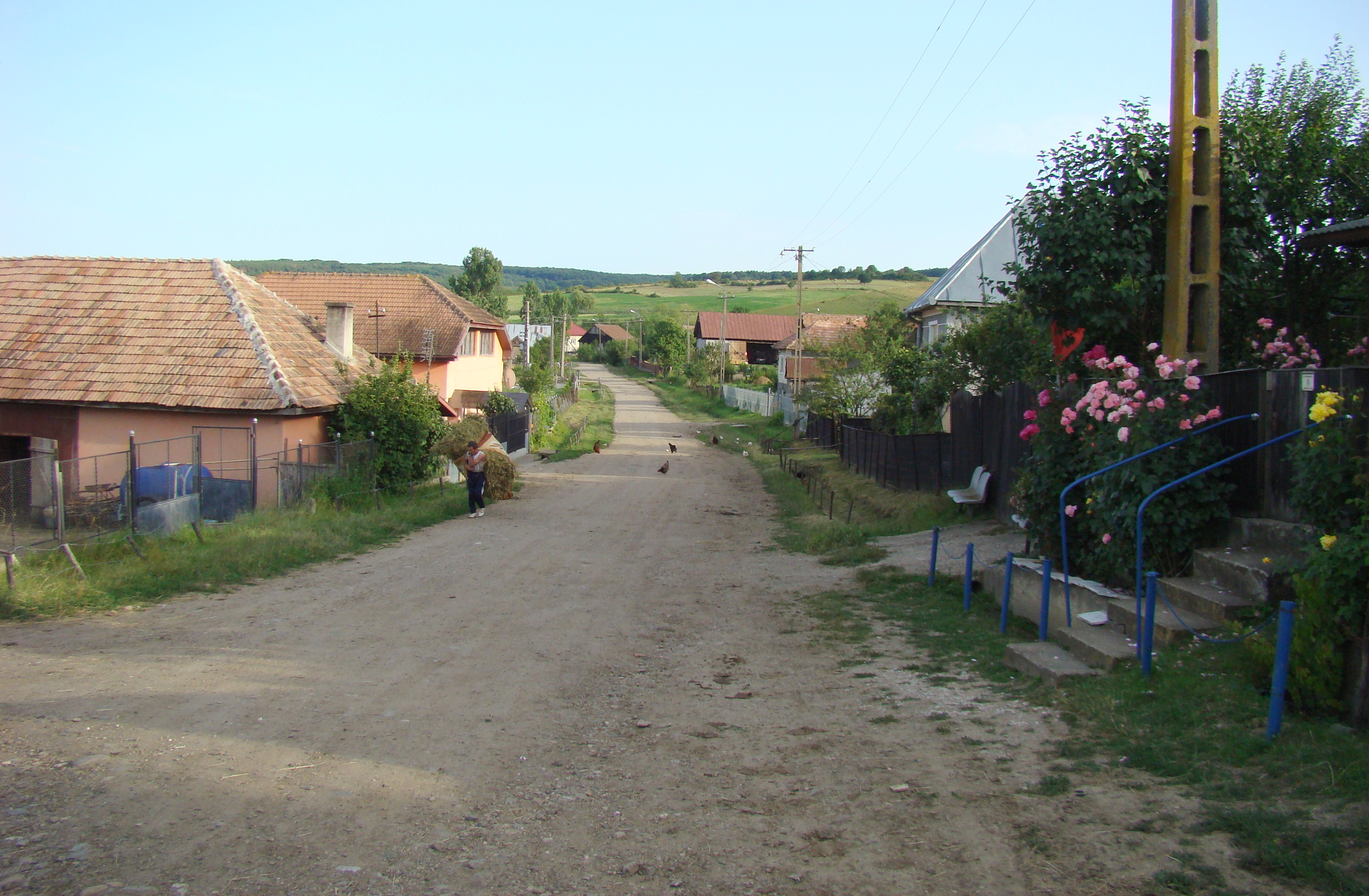
Săliștea Veche
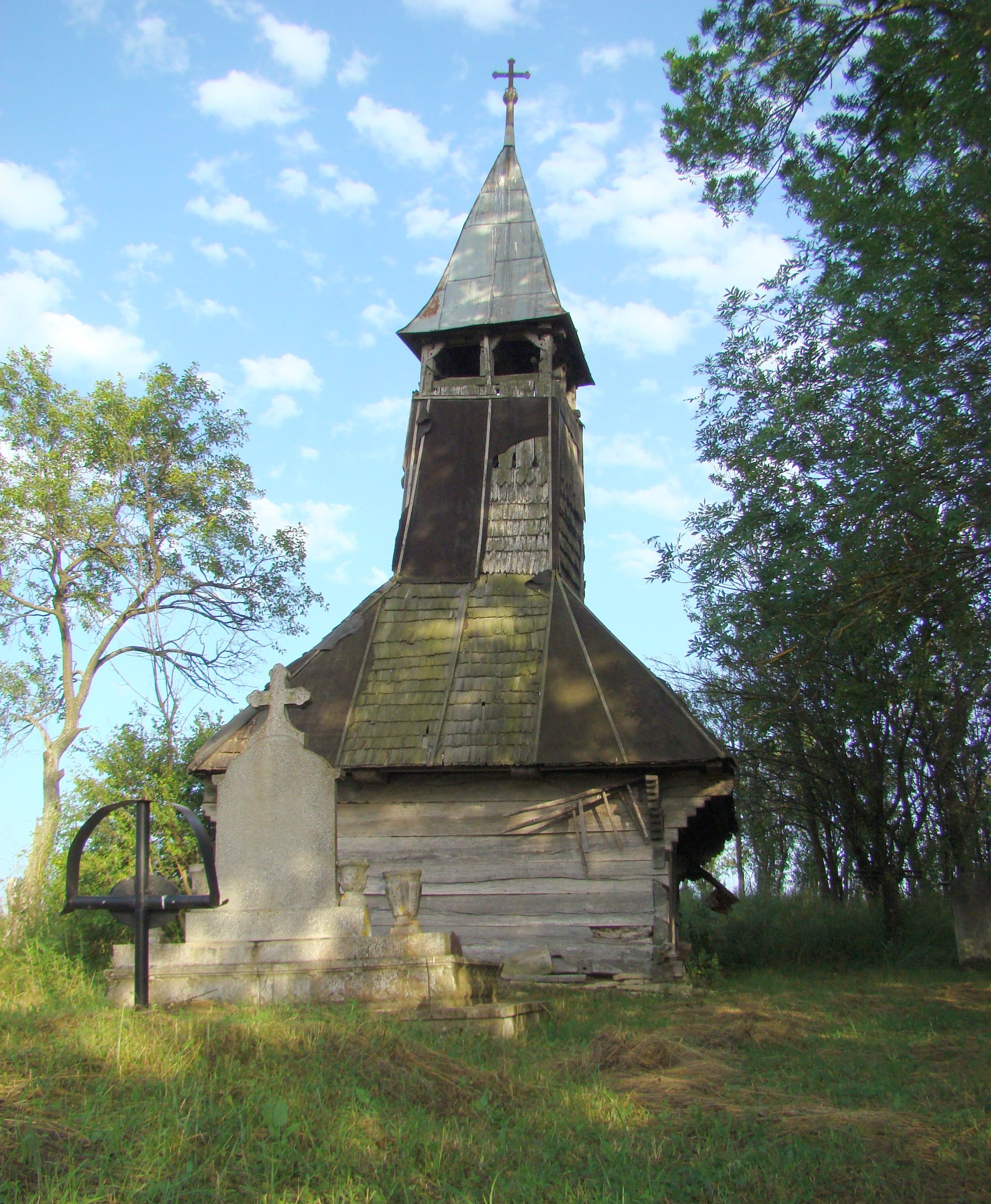
Biserica de lemn (monument istoric)
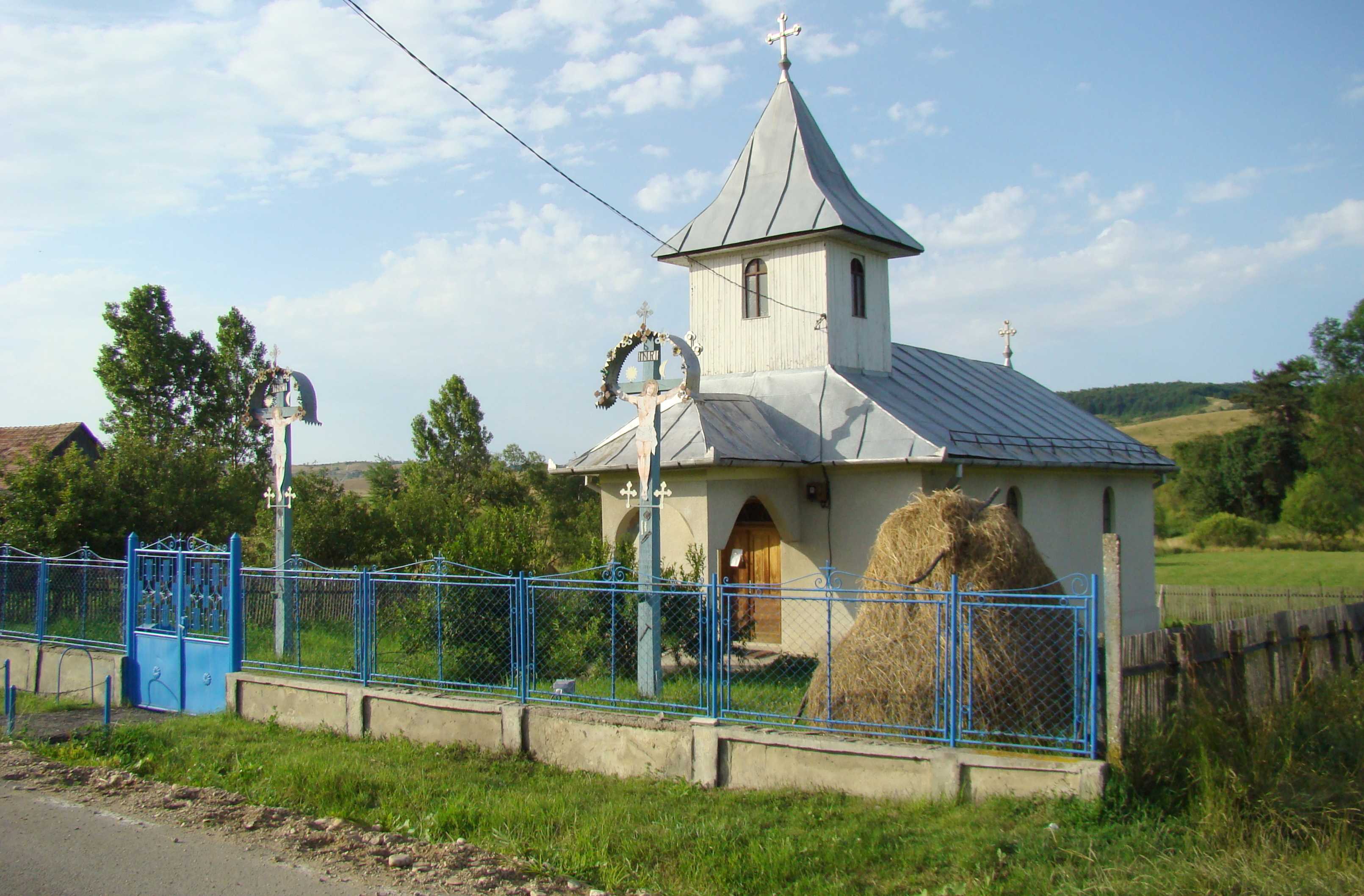
Biserica ortodoxă „Sfinții Împărați Constantin și Elena”
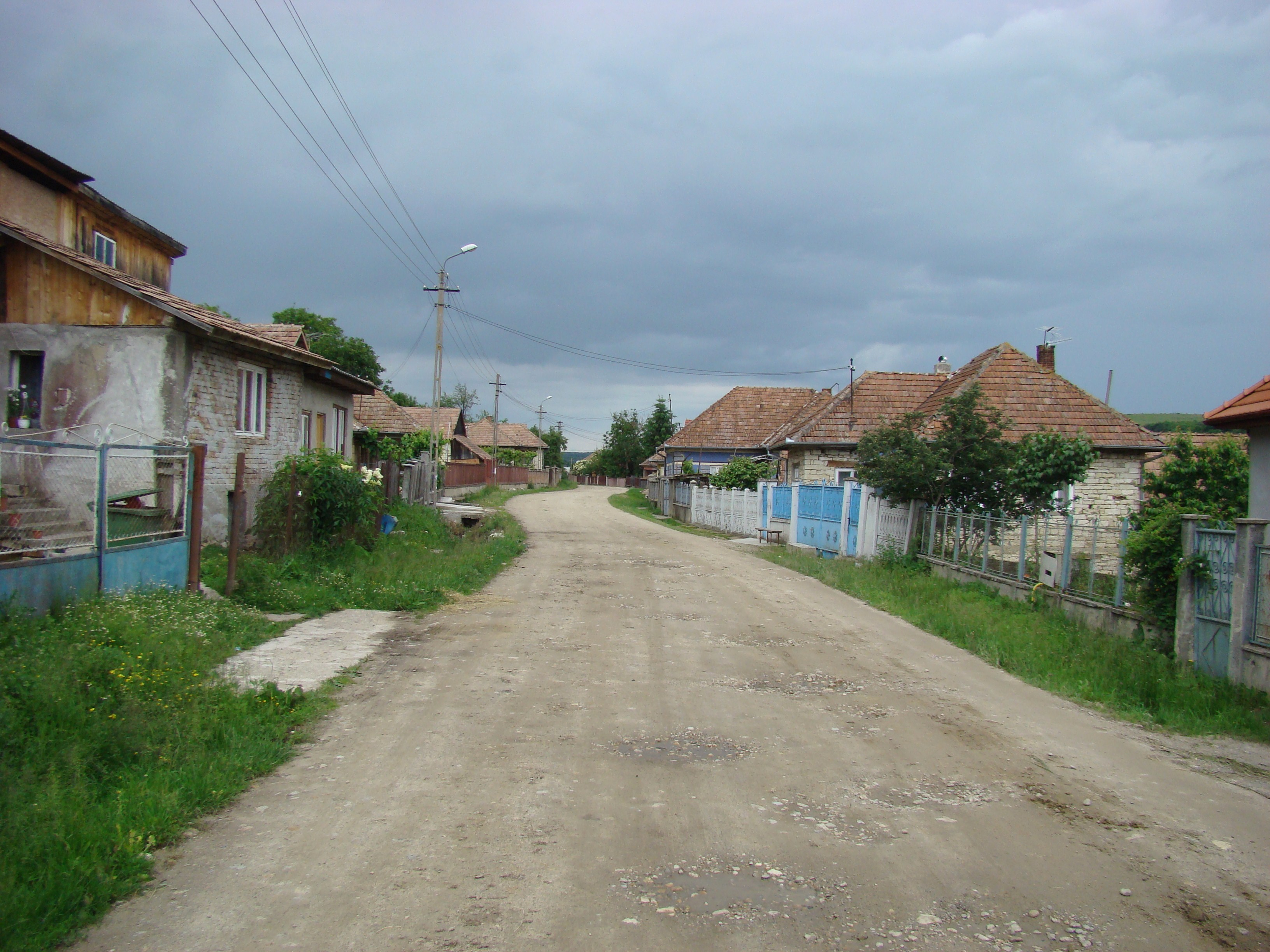
Sânmărtin
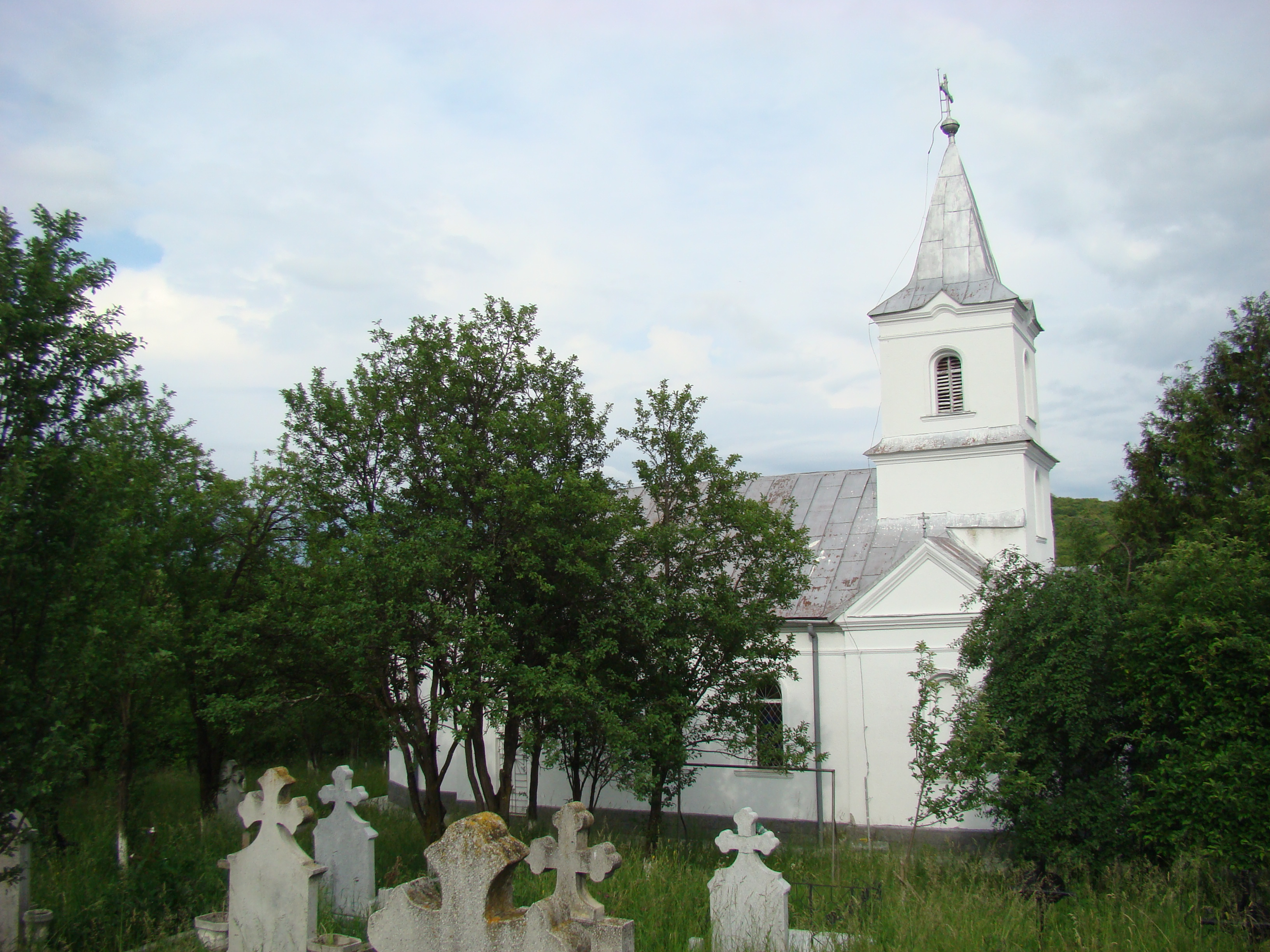
Biserica „Sfinții Arhangheli Mihail și Gavriil”
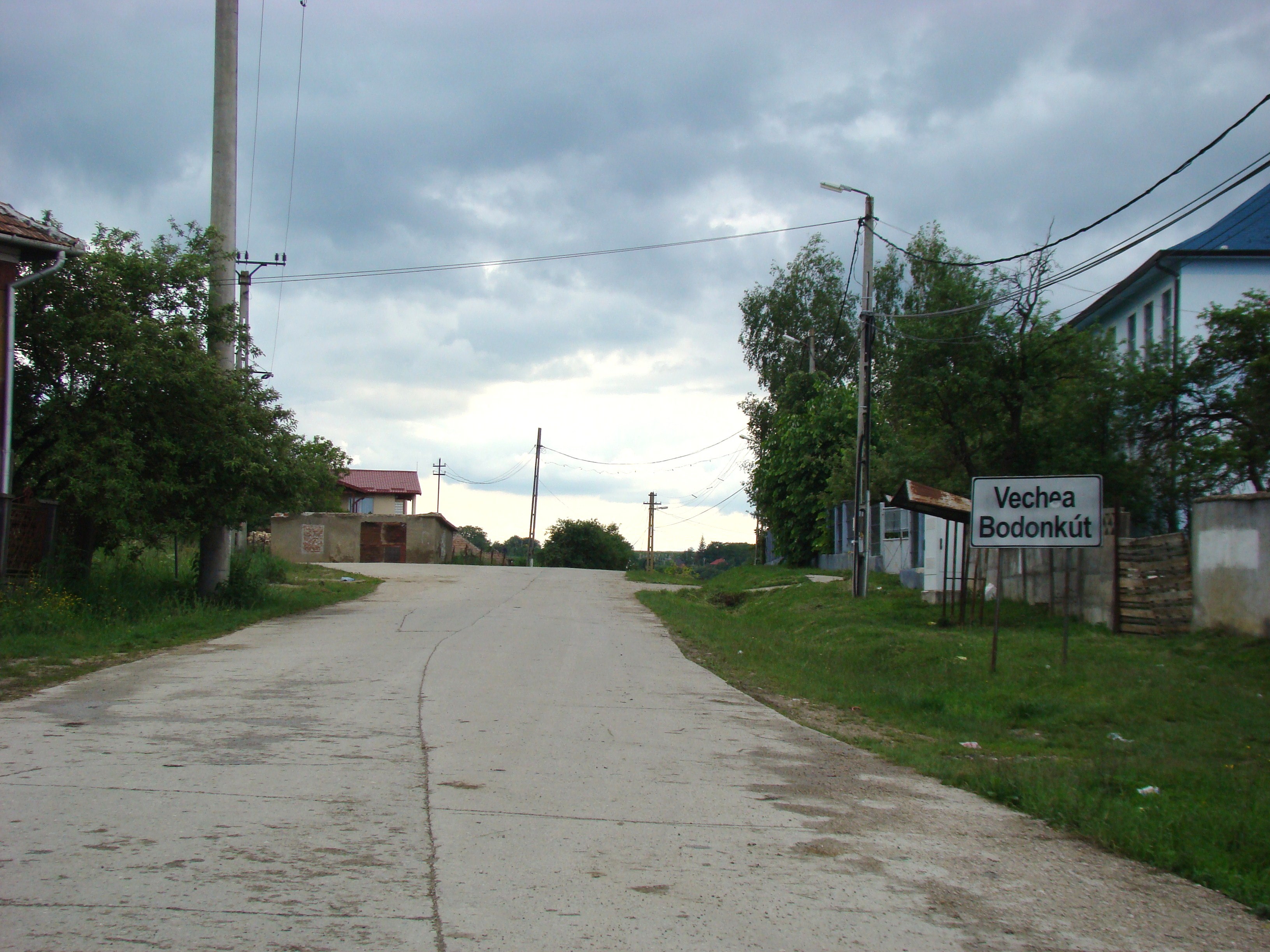
Vechea
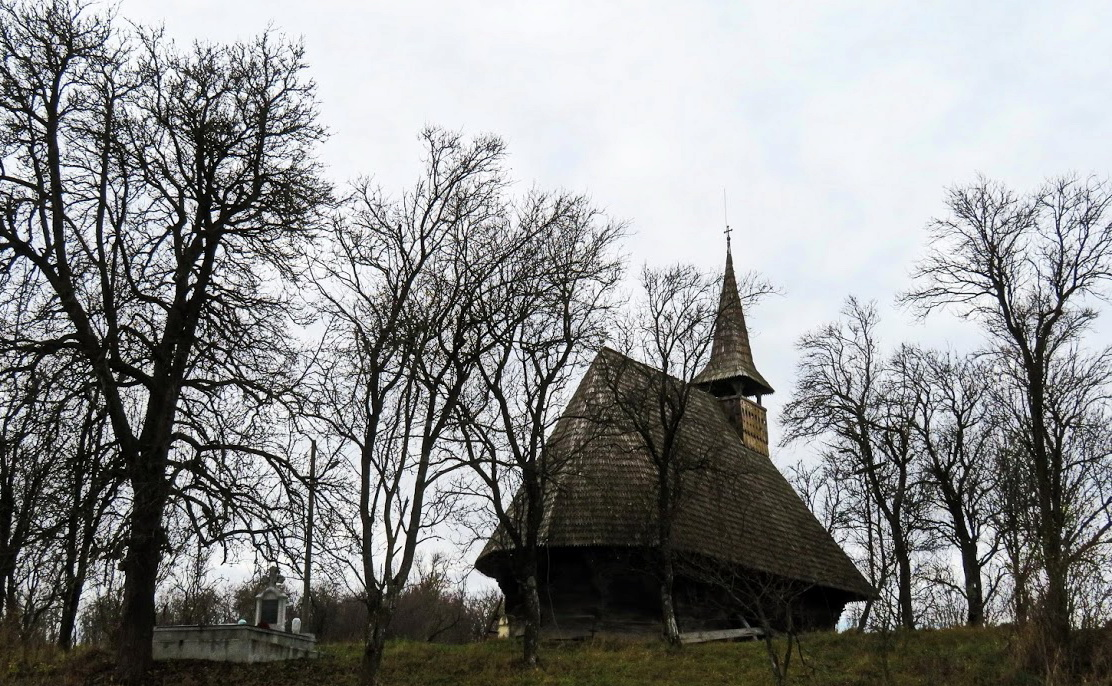
Biserica de lemn (monument istoric)
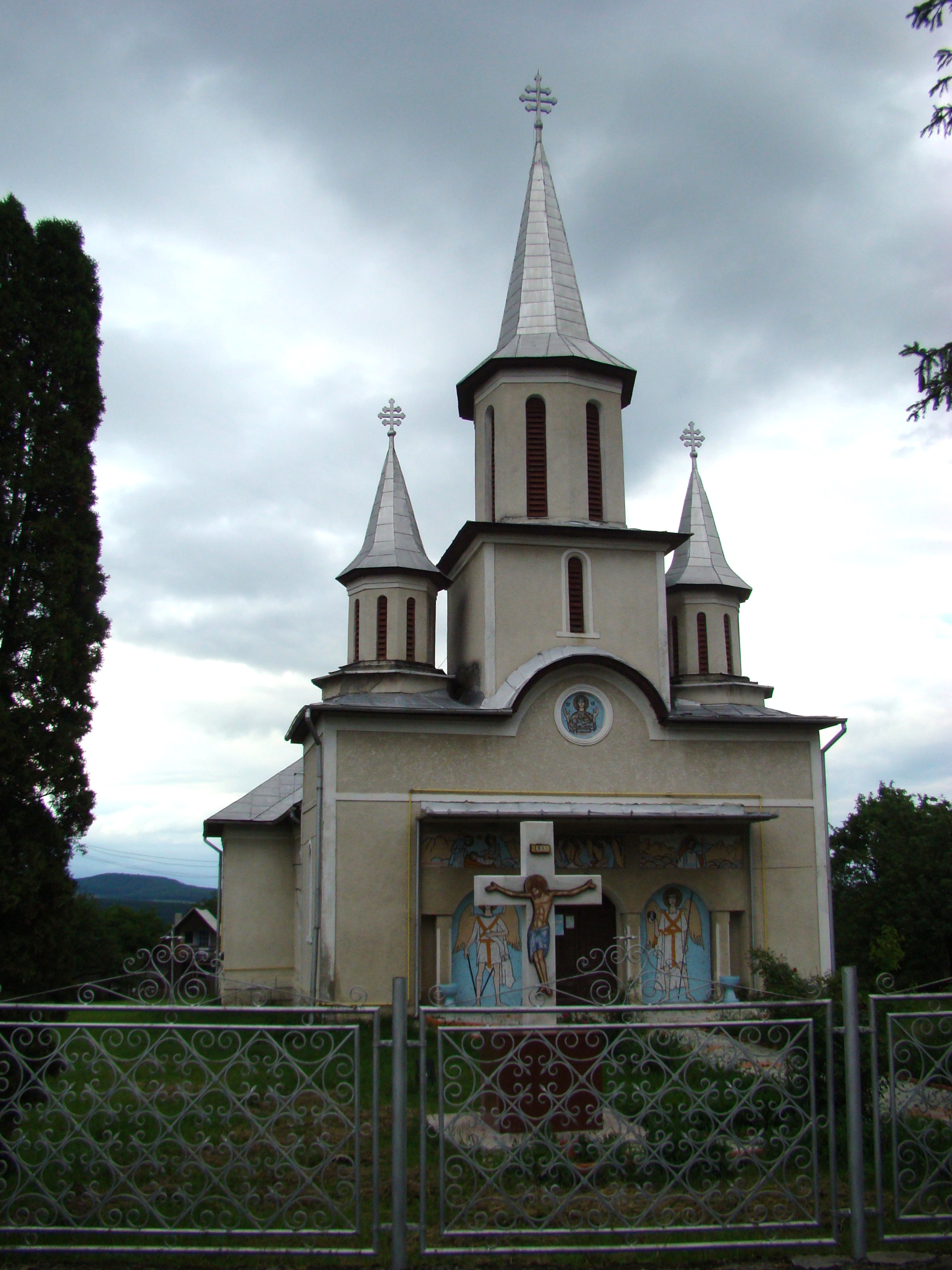
Biserica „Adormirea Maicii Domnului”
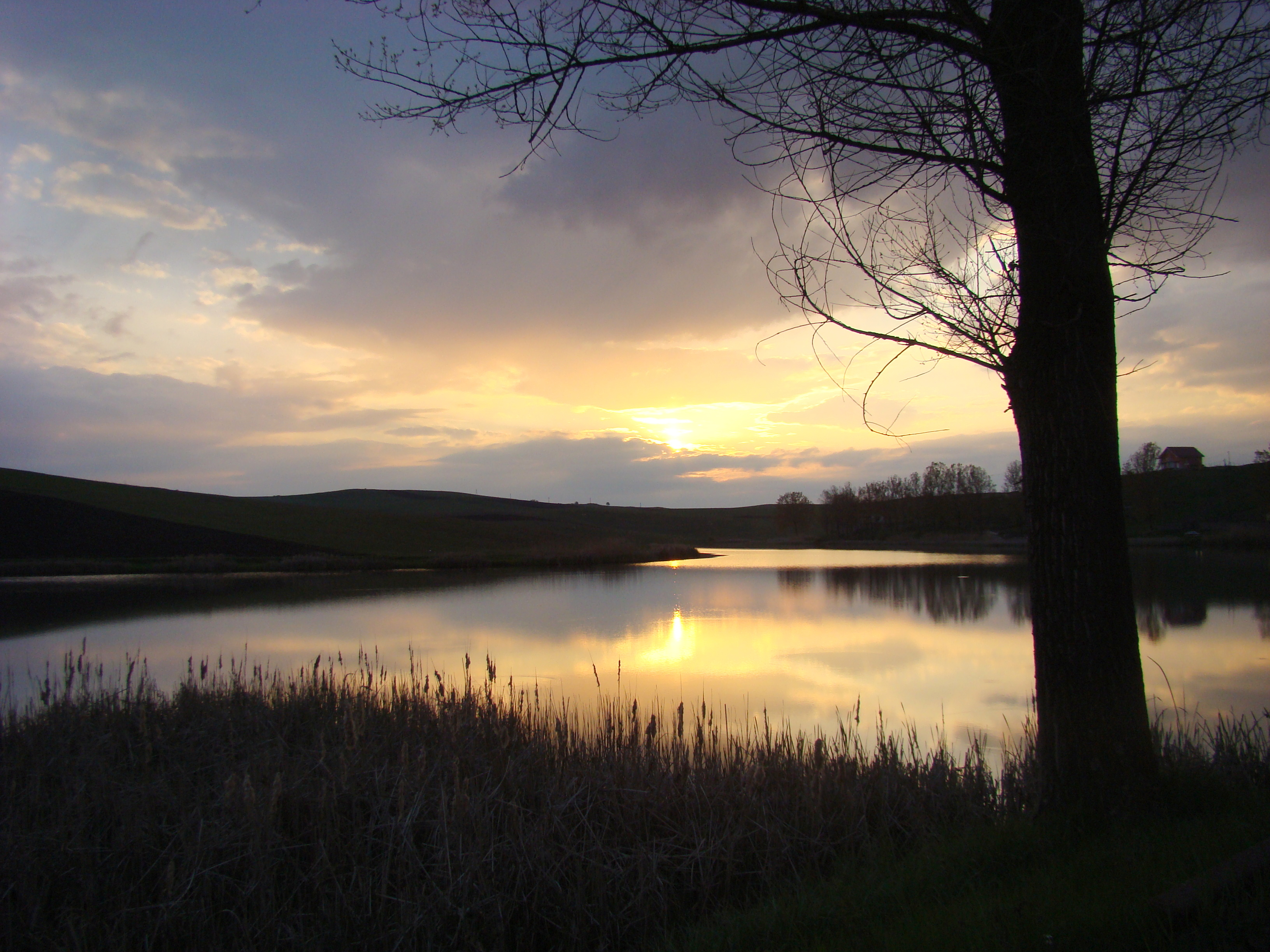
Lacul Chinteni